# Rebelión de Túpac Amaru II
La rebelión de Túpac Amaru II, iniciada el 4 de noviembre de 1780,  fue un movimiento anticolonial que comenzó como una rebelión antifiscal, para luego extenderse con el objetivo de restaurar un nuevo imperio incaico, y que, para el gobierno de Juan Velasco Alvarado, representó la primera gran insurrección de la Independencia del Perú y de América. Surgió como reacción a la imposición de las reformas borbónicas en los virreinatos españoles de América y fue encabezada por el curaca José Gabriel Condorcanqui, conocido como Túpac Amaru II. Entre sus proclamas destacaron las reivindicaciones de la población indígena y la abolición de la esclavitud de los negros.
La rebelión comenzó con la captura y ejercución del corregidor de Tinta, Antonio de Arriaga. Tupac Amaru II abolió los repartos mercantiles y suprimió la mita de Potosí para los habitantes de Tinta . Esta fase inicial de la rebelión en el Cusco y el sur,  estuvo marcada por victorias clave, como la toma de Ayaviri, la batalla de Pillpinto y, especialmente, la batalla de Sangarará, que consolidó el control rebelde sobre la región del Cusco. A medida que las fuerzas realistas respondieron con una expedición punitiva, el movimiento insurgente comenzó a debilitarse.
El virrey Agustín de Jáuregui y el visitador español José Antonio de Areche movilizaron tropas desde Lima y otras regiones. Reunieron un ejército de alrededor de 17 000 indios auxiliares, tropas regulares y veteranas. Con el apoyo de estas fuerzas, repelieron el intento rebelde de capturar Cusco entre diciembre de 1780 y enero de 1781. Tras esta derrota, el movimiento se desintegró progresivamente, y muchos criollos se unieron a las fuerzas realistas.
A finales de febrero de 1781, las fuerzas realistas reunidas en el Cusco pasaron a la ofensiva, aprovechando su superioridad numérica y armamentística. Atacaron la base rebelde en Tinta y, tras una larga campaña, derrotaron al núcleo insurgente en la batalla de Checacupe, entre el 5 y 6 de abril de 1781. Túpac Amaru II se retiró a Langui, donde fue traicionado y entregado a las autoridades, junto con parte de su familia.
Tras soportar torturas para delatar a sus seguidores, el 15 de mayo de 1781 Túpac Amaru II, su familia y sus capitanes fueron sentenciados a muerte. El 18 de mayo se intentó descuartizarlo vivo atando sus extremidades a caballos, pero el método fracasó. Finalmente fue decapitado y su cuerpo despedazado. Sus restos fueron repartidos en distintas localidades para intimidar a la población. El decreto posterior a su ejecución prohibió el quechua, el uso de ropas indígenas y toda mención o conmemoración vinculada a la cultura incaica. 
A pesar de las ejecuciones de Tupac Amaru II y sus seguidores, la rebelión continuó. La influencia de Túpac Amaru II se extendió hacia el sur, dando inicio a la segunda fase de la rebelión: su expansión en el Alto Perú. En diciembre de 1780, comenzó un levantamiento liderado por Túpac Katari, con el apoyo de Diego Cristóbal Túpac Amaru, primo de Túpac Amaru II. A finales de abril de 1781, grupos indígenas de las provincias altas de Tinta se alzaron en apoyo a Diego Cristóbal, y se produjeron alzamientos en varias localidades como Paruro, Chumbivilcas, Urubamba, Calca, Lares, Paucartambo y Quispicanchis. Parte de las fuerzas de Tupac Amaru II se unieron a esta insurrección. 
En 1781, Katari sitió La Paz en dos ocasiones, en marzo y agosto, con un ejército mayoritariamente aymaras.Las fuerzas virreinales, hostigadas por ataques de guerrilleros, marcharon hacia el sur, enfrentándose a los rebeldes en varias localidades cercanas al lago Titicaca, y sitiaron Puno, Sorata y La Paz. Aunque los insurgentes de Diego Cristóbal Túpac Amaru tomaron Sorata, los sitios de Puno y la La Paz fueron finalmente levantadas, gracias a los refuerzos liderados por José Sebastián de Segurola. Finalmente, Sorata fue recuperada por las fuerzas realistas.
Los realistas ofrecieron una amnistía que fue aceptada por algunos líderes insurgentes, como Diego Cristóbal Túpac Amaru. Otros, como Túpac Katari, la rechazaron y continuaron la rebelión. Katari fue capturado y ejecutado en noviembre de 1781, lo que marcó la derrota definitiva de la rebelión en el Alto Perú. Diego Cristóbal fue arrestado en 1783 tras el rompimiento del acuerdo, condenado a muerte y ejecutado. La familia de Túpac Amaru fue desterrada a España. Solo sobreviven dos de sus miembros: Fernando Túpac Amaru y Juan Bautista Túpac Amaru, su hijo menor y medio hermano respectivamente.

## Antecedentes
En 1532, el explorador Francisco Pizarro inició el proceso de anexión de Tahuantinsuyo, aprovechándose de las divisiones internas entre los gobernantes incas y sus facciones militares, debilitadas tras la guerra civil inca. Para consolidar el dominio español, la Corona Española creó el Virreinato del Perú en 1542. Sin embargo, los incas y sus descendientes intentaron la reconquista de su imperio. Algunos lo hicieron inmediatamente, como los Incas de Vilcabamba, mientras que otros lo intentaron en los siglos XVII y XVIII, pero estos intentos fracasaron, principalmente debido a la alianza establecida entre los españoles y los curacas locales y otros descendientes incas, quienes vieron respetadas sus tierras y el ofrecimiento de algunas prebendas. 
Durante el siglo XVIII, el campesinado indígena enfrentó una creciente presión económica y social, siendo considerado una clase social marginal. Con la creación del cargo de corregidor, les fueron arrebatadas las mejores tierras, siendo reducidos a la condición de siervos. A finales del siglo XVIII, se intensificó el sistema del reparto de mercancías, en el que los corregidores obligaban a los indígenas a comprar bienes a precios elevados. Además, el tributo indígena y la mita minera, heredada del sistema incaico, oprimían a los pueblos indígenas para satisfacer las demandas de Lima. Cuando no podían pagar los tributos, se les confiscaban sus bienes o se les castigaba con flagelaciones, y algunos eran enviados a prisión. La mita minera, la forma más cruel de explotación desde tiempos prehispánicos, reclutaba a indígenas mayores de 18 años para enviarles a trabajar a centros mineros como Potosí; si bien en la época virreinal fue reformada, haciendo que los enviados a trabajar en las minas sólo fueran una vez al año, las condiciones seguían siendo extremas.  
En 1776, como parte de las Reformas borbónicas, se creó el virreinato del Río de la Plata, separando los territorios de la Real Audiencia de Charcas del Virreinato del Perú. Esta medida modificó las rutas comerciales, favoreciendo a Buenos Aires en detrimento de Lima, lo que afectó económicamente a las regiones del sur del Virreinato peruano y del Alto Perú, incluyendo ciudades como Cusco, Arequipa, Puno, La Paz y Potosí.  
Paralelamente, se incrementaron y cobraron con mayor eficiencia los impuestos, como la alcabala, afectando a los comerciantes del sur del Virreinato peruano y del Alto Perú, en su mayoría caciques o curacas de linaje real y cultura mestiza, que también fueron perjudicados por el desplazamiento arbitrario de autoridades indígenas.
En este contexto de creciente malestar, el recuerdo del Imperio incaico y sus símbolos cobró importancia entre la población indígena, convirtiéndose en un modelo de alternativa frente a un sistema económico que los oprimía. La rebelión de Túpac Amaru II, de esta forma, no solo representó un desafío a la nueva autoridad virreinal, sino que también influyó en los procesos posteriores hacia la Independencia del Perú.

## Estrategias empleadas
Túpac Amaru planeó un golpe contra Antonio de Arriaga, corregidor de Canas y Canchis (Tinta), que atemorizase a los españoles y diera impulso a su movimiento anticolonial. Apresó a Arriaga tras una emboscada, haciéndole firmar una carta falsa a través de la que le fueron remitidos 22 000 pesos, barras de oro, mosquetes y mulas, gracias a los cuales comenzó a dar sustento económico a su alzamiento; posteriormente conseguiría más abastecimientos al confiscar productos y propiedades de otros corregidores. Tras enjuiciar y ahorcar públicamente a Arriaga el 10 de noviembre de 1780 en la plaza de Tungasuca, arengó a sus tropas sobre los objetivos de su movimiento: abolir las mitas, el reparto y a los corregidores, estimulándolos para que prestasen ayuda y perseverasen en una empresa destinada a su propia liberación. Desde entonces, asumió el nombre de "Túpac Amaru Inca".
El 16 de noviembre de 1780, Túpac Amaru redactó un bando donde decretaba la emancipación de los esclavos afroperuanos y africanos. En este documento exhortaba a todos los españoles «decentes», el clero y otras personas con amistad con la población peruana a unirse a la lucha contra las hostilidades y abusos de la población europea; y a todos los que habían sido maltratados por los «chapetones»(nombre despectivo para los españoles), incluyendo a los esclavos, para que los abandonaran. Esta decisión cumplía un fin táctico; con la huida de los esclavos, la economía de exportación colonial se desmoronaría y las fuerzas rebeldes crecerían. Además, el efecto psicológico supuso que en Lima, las clases altas en sus haciendas se preocuparan más por los esclavos desafiantes y los negros y mulatos libres que por la población de la sierra. Cuarenta años más tarde, el libertador argentino, general José de San Martín, empleó la misma táctica a su llegada a las costas peruanas, prometiendo a los esclavos su libertad si se le unían.
Siguiendo las tradiciones culturales incaicas, la rebelión estuvo sustentada en una auténtica red de parentesco pues Túpac Amaru movilizó en primer término a su propia gente, a sus familiares y allegados de la provincia de Tinta. Por ello, Quispicanchis después de Canas y Canchis (Tinta), fue la provincia más susceptible de ser movilizada, debido a que una rama de la familia de Túpac Amaru residía allí. 
A los lazos del parentesco habría que sumar actividades económicas afines; varios parientes del líder revolucionario ejercían como él actividades comerciales de arrieraje. Sus manifiestos pudieron haber sido distribuidos por el Alto Perú por el gremio de arrieros en sus rutas normales, cumpliendo ese gremio un rol muy importante en la organización del movimiento. 
Existió también la solidaridad de numerosos caciques que suministraron hombres y provisiones. Vale decir que ciertos patrones de comportamiento social andino, como la reciprocidad simétrica tanto como la mita y el tributo como vínculos comunales, y la solidaridad entre caciques, fueron utilizados por Túpac Amaru en la organización de su rebelión.
A medida que la revolución se propagaba fuera de la provincia peruana de Tinta iba disminuyendo en su fuerza, puesto que en provincias como Calca, Lares, Cotabamba, Abancay se produjo una resistencia realista importante contra Túpac Amaru. Una de las causas fue la resistencia étnica, al ser considerado como un advenedizo e impostor por ser mestizo, razón por la que no había obtenido el decisivo apoyo de los doce ayllus reales (o panacas) del Cusco. 
La rebelión tuvo la oposición total de la Casa real incaica de la Nobleza peruana, quienes eran altamente leales a la Corona Española (destacando los linajes incaicos de la Familia Tito Atauchi y los Sahuaraura, miembros de los 24 nobles electores del Cusco, como el clérigo Rafael José Sahuaraura Tito Atauchi), manteniendo una convicción realista y declarándole la guerra en 1780 y enviando a Pedro Apo Sahuaraura para combatirlo. Incluso la baja nobleza indígena (como el cacique de Chincheros Mateo Pumacahua o el cacique de Andahuaylas Vicente Choquecahua, pese a no ser de la elite de los "Cápac") se unió a la lucha contra el movimiento tupacamarista, en tanto que eso les hubiera traído recompensas por sus servicios a la Monarquía.
Otra cuestión es la de que la rebelión tupacamarista provocó el recrudecimiento de antiguas rivalidades de tiempos de la conquista. Motivo por el cual los caciques se dividieron entre los leales o realistas y los rebeldes, lo que contribuyó a la desintegración y derrota del movimiento. Igualmente, muchos caciques se vieron en la necesidad de defender los notorios privilegios y propiedades que habían alcanzado con los españoles, todo aquello que les significaba riqueza, prestigio y poder.
El ejército tupacamarista poseyó una composición social mixta, alentando de manera especial la participación de sectores criollos y mestizos en la rebelión. Los cargos más elevados fueron ocupados por caciques, mestizos y algunos criollos. Los indígenas de las comunidades no fueron puestos al mando de tropas salvo excepcionalmente, desempeñando generalmente el rol de simples soldados rasos y tropa. Ello se habría debido a la habilidad política y a la amplitud de miras de Túpac Amaru, quien determinó que para el logro de sus objetivos necesitaba especialmente el apoyo de los criollos, al ser quienes poseían manejo de las armas de fuego, cultura e importantes conexiones. 
La rebelión de Túpac Amaru supuso la primera propuesta de formación nacional en el continente, de ahí sus permanentes llamamientos a la concordia y la unión entre criollos, mestizos e indígenas, como cuando manifestara: 

...Solo siento de los paisanos criollos, a quienes ha sido mi ánimo no se les siga algún perjuicio, sino que vivamos como hermanos, y congregados en un cuerpo, destruyendo a los europeos. Todo lo cual, mirando con el más maduro acuerdo, y que esta pretensión no se opone en lo más leve a nuestra sagrada religión católica, sino solo a suprimir tanto desorden, después de haber tomado por acá aquellas medidas que han sido conducentes para el amparo, protección y conservación de los españoles criollos, de los mestizos, zambos e indios, y su tranquilidad, por ser todos paisanos y compatriotas, como nacidos en nuestras tierras, y de un mismo origen de los naturales, y de haber padecido todos igualmente dichas opresiones y tiranías de los europeos.

Por eso, fueron considerables los privilegios otorgados a los criollos comprometidos con el movimiento tupacamarista, debido a lo cual oficiaron muchas veces de amanuenses y secretarios del caudillo inca, convirtiéndose en sus consejeros y actuando en la toma de decisiones. De cualquier modo, el grupo criollo no fue el más encumbrado y prominente, tratándose generalmente de pequeños comerciantes, artesanos, o de oficiales provincianos, más cercanos a la condición e intereses de los mestizos. Con los europeos hubo algunas excepciones, como la de los españoles Figueroa y Cisneros, quienes tomaron parte de la rebelión por estar casados con criollas acaudaladas; participando también los hermanos Jacinto y Juan de Dios Rodríguez de Herrera, prominentes criollos mineros y hacendados de Oruro, quienes acaudillaron en nombre de Túpac Amaru II la rebelión de la villa; igualmente, según Micaela Bastidas, su esposo habría estado en contacto con los criollos limeños Mariano Barrera y Miguel Montiel, y con el criollo potosino Lucas Aparicio.
Sobre la existencia de un núcleo criollo aliado a Túpac Amaru II en el Cusco, solo se sabe que Felipe Miguel Bermúdez integró el gobierno revolucionario del inca. También habrían participado en el movimiento Francisco Molina, hacendado criollo del Collao, quien fue responsable de pagar los salarios a los soldados, reclutar hombres y escribir cartas de convocatorias; Francisco Cisneros, escribano español que redactó cartas y programas, y los escribanos criollos Esteban Escarcela y Mariano Banda.
Por otra parte, Túpac Amaru parece haber tenido sumo cuidado en convocar para conseguir su apoyo no solo a los criollos, sino igualmente a los caciques y curas. De cualquier modo, estos últimos se demostraron tan ambivalentes como los criollos y los caciques, respecto a la rebelión. Los curas que apoyaron su movimiento estaban vinculados por lazos de compadrazgo con los rebeldes, o se mantenían en estrecho contacto con ellos al ser párrocos de las comunidades rebeladas. El mayor apoyo fue dado por el bajo clero vinculado a las parroquias provinciales, con mayoría de integrantes que hablaban quechua o aimara, lo cual les proporcionaba un mayor acercamiento cultural con la masa indígena.
El visitador español José Antonio de Areche y Benito de la Mata Linares remarcaron la poderosa influencia local alcanzada por el clero en relación con la rebelión tupacamarista, hecho notable y demostrable por cuanto las proclamas del líder incaico estaban llenas de citas bíblicas que solo podían manejar los curas. Por eso, cuando el respaldo de los caciques confluyó con el del clero, se propagó más rápidamente la rebelión. Con todo, la posición de muchos curas fue tan oportunista y de conveniencia como la de muchos criollos, quienes estimularon el estallido de la rebelión, agitando a la masa indígena e impulsándola a luchar contra los corregidores, aduaneros y funcionarios reales españoles, aunque retirando luego apresuradamente su apoyo al comprender que la rebelión fracasaría, fingiendo entonces lealtad a la corona o colaborando efectivamente en la represión.
Después de reprimir la revolución tupacamarista de 1780, las autoridades del Virreinato comenzaron a evidenciar mala voluntad contra los criollos, especialmente por la causa de Oruro, y también por la demanda entablada contra el Dr. Juan José Segovia, nacido en Tacna y el Coronel Ignacio Flores, nacido en Quito, quien había ejercido como Presidente de la Real Audiencia de Charcas y había sido Gobernador Intendente de La Plata (Chuquisaca o Charcas, actual Sucre).
Muchos indios y mestizos se sublevaron al estar endeudados con los comerciantes españoles, a los que asesinaron donde les encontraban; por ejemplo, así sucedió cuando los mineros recibieron a los mensajeros del Sapa Inca y su «teniente» Dámaso Katari.
Su movimiento tuvo dos fases principales:
- La primera fase o fase tupacamarista, donde destaca la hegemonía de José Gabriel Túpac Amaru, su esposa Micaela y capitanes.
- La segunda fase o fase tupacatarista, continuación de la rebelión a cargo de Diego Cristóbal Túpac Amaru, primo de José Gabriel, y donde destacan el protagonismo de Julián Apaza Túpac Katari.

## Primera fase: Rebelión en el Cusco y el sur
La rebelión comenzó el 4 de noviembre de 1780, tras una festividad en honor a la Corona española en el pueblo de Tungasuca, donde Túpac Amaru ejercía como cacique. Durante este evento, sus partidarios apresaron al corregidor de Tinta, Antonio Arriaga, quien fue enjuiciado y ejecutado públicamente en Tinta. La noticia se difundió rápidamente por los Andes, y bajo el grito de libertad, miles de hombres se unieron al ejército rebelde, muchos de ellos armados únicamente con palos o herramientas de trabajo. 
Antes de la ejecución de Arriaga, Túpac Amaru lo obligó a escribir cartas a su tesorero en Tinta con la orden de requerir dinero y armas con el pretexto de una expedición contra piratas en la costa. Posteriormente, el propio Tupac Amaru fue a Tinta con la llave de Arriaga, y tomó 75 fusiles, 2 esmeriles, algunas escopetas, un cajón de pólvora, balas y cartuchos, los uniformes de una compañía de milicias, mulas, 22.000 pesos procedentes de los tributos, 4 o 5 piñas grandes de plata, y muchas libras de oro. Además, escribió mensajes en nombre de Arriaga a los alcaldes e individuos poderosos, solicitándoles reunirse en Tungasuca. De esta forma fueron capturados numerosas figuras militares y empresarios, tales como los españoles Juan Antonio Figueroa y Bernardo de la Madrid. Los rebeldes apostaron centinelas en el camino al Cusco para mantener las noticias sobre las autoridades fuera de su alcance. 
Túpac Amaru se movilizó por las áreas rurales entrando en pequeños pueblos donde logró muchos reclutas y provisiones, principalmente entre los indígenas y mestizos, pero también de algunos criollos. Los rebeldes buscaban capturar a todos los corregidores(aunque la mayoría huía antes de su llegada) y aprisionaban a los terratenientes odiados por la población local. El ejército rebelde arrasaba los pequeños molinos textiles presentes en el área, que servían de virtuales prisiones para los pobladores indígenas, y distribuía sus tejidos entre los lugareños. Túpac Amaru y otros líderes hablaban en quechua a las masas indígenas y esparcían rumores de que el curaca encarnaría el regreso de los incas, de quienes descendía por su lazo de parentesco con el último inca, Tupac Amaru I. La creencia del posible retorno de un gobernante inca alimentó la insurrección. 
Desde su cuartel general en Tungasuca, Túpac Amaru pasó varios días organizando sus fuerzas y redactando numerosas cartas y decretos. Anunció que los corregidores ya no existían más y declaró la abolición de las «mitas de Potosí, alcabalas, aduanas y otras muchas instituciones perniciosas». También buscó reclutar a los curacas de la región ordenándoles arrestar a sus corregidores; pero los curacas de la cuenca del Titicaca, Diego Choquehuanca y Bernandino Sucaragua, desobedecieron sus órdenes y se unieron a los realistas.
Las excursiones iniciales de la revolución no fueron marcadas por la violencia. Los españoles no contaban con tropas en ninguno de los pueblos entre Cusco y Arequipa, y las milicias locales, si existían, no tenían armamento o espíritu de cuerpo, por lo que se desplomaban antes de continuar la lucha. Además, Tupac Amaru aprisionó a los corregidores y españoles abusivos, pero raramente los ejecutó sin pensar tratando de mantener la violencia rebelde controlada, algo que pronto cambiaría.
Pese a los esfuerzos de los líderes rebeldes para controlar los rumores y el flujo de información, las noticias de la ejecución de Arriaga alcanzaron rápidamente la ciudad del Cusco, desde donde se financió y formó un ejército de 1500 milicianos y voluntarios locales, apoyados por gente de los pueblos cercados dirigidos por sus curacas. El 17 de noviembre, las fuerzas enviadas por las autoridades españolas del Cusco arribaron al pueblo de Sangarará, donde, el 18 de noviembre, el ejército de Túpac Amaru, que había crecido hasta varios miles de hombres, los derrotó en la batalla de Sangarará. 

### Expansión de la revolución
Tras su aplastante victoria en Sangarará, Túpac Amaru retornó triunfante a Tungasuca, a mediados de noviembre de 1780. Él y Micaela Bastidas, sin embargo, tenían conocimiento de que habían derrotado solo a la primera oleada enviada por la precipitadamente organizada junta en la ciudad del Cusco, y esperaban una dura ofensiva realista desde la segunda ciudad del Perú. También les preocupaba un ataque de las tropas virreinales desde el sur, bien desde el área del lago Titicaca o bien desde la ciudad de Arequipa, al suroeste. En el campamento rebelde, muchos creían que primero reforzarían sus fuerzas en su base en el valle del Vilcanota, para posteriormente avanzar al norte, a la ciudad del Cusco. No obstante, Túpac Amaru planeaba su estrategia sobre el sur, en dirección al lago Titicaca, un área mayoritariamente indígena donde su mensaje de libertad sería muy bien recibido en una región que soportaba los abusos de la mita minera, particularmente por las minas de plata de Potosí.
La rebelión abarcó un territorio mayor que la guerra de independencia de los Estados Unidos, lo que resalta la magnitud de su alcance. Túpac Amaru consideraba poder controlar la árida meseta que se extendía desde el Cusco hasta el lago Titicaca, y que podría incluso, quizá, expandir la revolución al Alto Perú, una región comúnmente llamada Charcas. Es por esto que los líderes rebeldes deciden tomar ventaja de su fuerza y expandirse al sur. Túpac Amaru lideraría al ejército, mientras Micaela Bastidas supervisaría la retaguardia desde el cuartel general de Tungasuca, encargándose de las provisiones, la disciplina, la correspondencia y demás tareas necesarias para las campañas militares. Otros jefes, como Diego Cristóbal Túpac Amaru y Antonio Castelo, seguirían atacando y alistando reclutas en el área central del valle de Vilcanota y las provincias altas, y extendiendo sus incursiones en las tierras bajas, de cultivo de coca, en Paucartambo.
Por su parte, a casi 90 kilómetros de distancia, en el Cusco, el obispo Moscoso y Peralta dirigía los esfuerzos realistas, para lo cual recaudaba dinero, organizaba procesiones y se comunicaba con las autoridades en Lima, con sus curas en territorio rebelde y con los líderes de la milicia. Con pocas o distorsionadas noticias sobre los eventos al sur de la ciudad, el obispo y gran parte de la población temían un inminente cerco. Los informes de las acciones rebeldes en dirección al sur provocó pánico entre la población del Cusco ante la inacción de los líderes realistas quienes, tras la derrota en Sangarará, habían renunciado a cualquier suerte de ataque mientras esperaban refuerzos de Lima. Tanto patriotas como realistas buscaban ganar las batallas de información y propaganda, mediante el envío de espías y mensajeros, mientras inflaban sus fuerzas y enmascaraban sus intenciones y ansiedades.

### Los refuerzos de Lima
Las noticias sobre el levantamiento de Túpac Amaru y la ejecución de Arriaga llegaron a Lima el 24 de noviembre de 1780, provocando alarma en la ciudad. El virrey Jáuregui convocó una reunión de emergencia con el general inspector de la Armada, el comandante José del Valle, el visitador general José Antonio de Areche y los miembros de la corte suprema. El 28 de noviembre parte con rumbo al Cusco el coronel de dragones, Gabriel de Avilés, al mando de un escuadrón de caballería escogida constituida por 200 miembros de la milicia de los «pardos libres», con órdenes de reclutar soldados a lo largo de su marcha al Cusco y, de ser necesario, llevar gente de Arequipa. Las fuerzas de Avilés contaban con 400 mosquetes, 12.000 cartuchos y 500 sables. Al enterarse el virrey de la derrota en Sangarará, envió 400 hombres más, además de 6 cañones, 1525 mosquetes de calibre 16, 75 pistolas, arpones, lanzas y otras armas. Por su parte, Del Valle dejó Lima el 20 de diciembre al mando de 200 soldados más. Las tres expediciones tenían órdenes de buscar reclutas entre la población mayoritariamente indígena asentada entre Lima y el Cusco.
El 7 de diciembre, el cabildo de la ciudad de Lima abolió el reparto que, suponían, era la principal causa del levantamiento, y ordenó que los corregidores recibieran un salario fijo, esperando que ello los desanimara de explotar a los lugareños. Mientras tanto, el visitador Areche, indignado por no haber sido llamado a liderar la expedición, escribía cartas a su aliado en Madrid criticando duramente al virrey y a Del Valle.
Intentado socavar la autoridad del virrey, el visitador se unió al auditor de guerra y miembro de la corte suprema, Benito Mata Linares, demandando una mayor dependencia de unidades fijas y soldados profesionales en lugar de milicias locales y voluntarios, presentando a los criollos y corregidores que supervisaban las milicias como «ociosos y corruptos», y a las clases bajas que manejaban como «cobardes y poco dignas de confianza». A finales de 1780 e inicios de 1781 Mata Linares y Areche lograron que Madrid reconociera los inconvenientes de las milicias, aunque debido a la falta de tiempo y recursos, no se pudo realizar una rápida transición.

### Campañas de Túpac Amaru en el sur
Las tropas rebeldes dejan Tungasuca el 22 de noviembre de 1780 en dirección a los pueblos de Pichigua, Yauri y Coporanque, donde el curaca realista Eugenio Sinayuca estaba haciendo proselitismo en contra de la revolución. La táctica rebelde seguía un procedimiento estándar: mientras los exploradores buscaban enemigos y provisiones, Túpac Amaru ofrecía un discurso apasionado sobre su movimiento desde las escaleras de la iglesia. Muchos oyentes se unieron a las fuerzas rebeldes y, el 25 de noviembre, Túpac Amaru escribió una proclamación dirigida a la población de Lampa, un pueblo grande al sur, cerca del lago Titicaca, anunciando su campaña contra la tiranía y los abusos españoles, al igual que su compromiso con los criollos; a la vez que se jactaba de contar con 6000 seguidores, entre indígenas, criollos y personas de fuera del área. En toda esta campaña tuvo a su lado a Hipólito, su hijo mayor, y al artillero peninsular Figueroa.
El corregidor de Chumbivilcas, José Campino, y el curaca realista, Eugenio Sinacuya, lograron huir del poder de Túpac Amaru y, el 27 de noviembre, el líder rebelde recibió noticias acerca de una alianza entre los corregidores de Azángaro, Chucuito, Carabaya, Lampa y Puno, quienes esperaban armas y soldados desde Arequipa o de La Paz. Ante esto, Túpac Amaru ordenó a los curacas del área central, detener cualquier ataque desde el Cusco mientras él continuaba la presión sobre el sur, instruyendo a Micaela para exagerar el número de su ejército con el fin de desalentar un posible ataque realista.
Tras atacar el pueblo minero de Caylloma, a finales de noviembre, de donde los funcionarios españoles huyeron con gran cantidad de dinero de las Cajas reales y plata, las fuerzas de Túpac Amaru cruzaron las montañas cubiertas de glaciares de La Raya, línea divisoria entre Cusco y Puno. Informes sobre el tamaño de su tropa varía desde los 10.000 a los 60.000 efectivos.
En Carabaya, el corregidor Miguel de Urbiola organizó la defensa de ciudades como Crucero y Sandia, sin embargo, los rebeldes en algún momento quemaron gran parte de Carabaya. El corregidor de Puno, Joaquín de Orellana, realizó frenéticos esfuerzos por defender el Collao marchando sobre Lampa con una milicia de 166 hombres, pero casi es capturado en Ayaviri, donde pierde sus armas y pólvora. A su regreso a Puno acusó de indolencia a las autoridades del Cusco, La Paz y Arequipa, mientras las autoridades del Cusco, a su vez, criticaban a los corregidores por haber huido tan rápidamente de los rebeldes.
En el pueblo de Santa Rosa, el corregidor Urbiola improvisó una milicia de hasta 2.000 efectivos, la cual fue rápidamente abandonada por sus miembros, quienes fugaron del campo o se pasaron al bando rebelde, mientras Urbiola escapó con dificultad. El 4 de diciembre, los rebeldes llegan al virreinato del Río de la Plata, entrando al pequeño pueblo de Macara.
A mediados de noviembre, los realistas habían capturado a Simón Noguera, sobrino de Túpac Amaru, en la hacienda Queque, cerca de Santa Rosa, mientras cumplía labores de exploración a la vez que portaba cartas y proclamas incitando a la rebelión; y ,pese a las súplicas de los vecinos, el corregidor Horé dictó la sentencia de muerte. Los corregidores de Chucuito, Lampa, Azángaro, Puno y Carabaya se reunieron en una junta en Lampa el 4 de diciembre, donde supervisan la ejecución de Noguera.
La muerte de su sobrino causó pena en Micaela Bastidas; y Túpac Amaru, quien prometió vengarse, ordenó que un grupo rebelde ocupe la hacienda Queque, mientras otro se encaminó a Lampa, de donde los corregidores huyeron y los desertores se pasaron al bando de Túpac Amaru. El caudillo y sus tropas entran triunfalmente en Ayaviri el 6 de diciembre, donde los curas se reunieron con ellos formalmente y Tupac Amaru ofreció un discurso con el fin de reclutar gente a su ejército y tranquilizar a criollos y mestizos. Un testigo realista describió la situación de la siguiente forma:   

El enemigo está ya encima, como que los Pueblos de Macari, Santa Rosa, Ayaviri y Pucara Provincia de Lampa los tiene ya por suyas en el día seis de este mes y viene a toda prisa entrando a los demás. Nosotros no tenemos fuersas suficiente de jente, armas, ni municiones para salir a presentarle batalla, pero nos resolvemos como buenos patricios, vasallos leales de su magestad a defender en quanto podamos estas jurisdicciones.
Testimonio de observador de don Pedro de la Vallina, coronel del regimiento. AGI, Charcas, leg. 596.

Tras la defección de los milicianos de Lampa, cundió el pánico entre la coalición realista, la cual decide que cada corregidor retorne a su provincia. Sin embargo, al no hallar fuerza en sus provincias, la mayoría de los corregidores huyen a la ciudad de Arequipa. Por su parte, Túpac Amaru continúa con su inexorable avance, saqueando las pertenencias de sus enemigos, pasando de Ayaviri a Pucará. A continuación, entró en Lampa, donde saqueó la casa del corregidor Horé y, posteriormente, le prendió fuego; el mismo destino tuvieron las propiedades de prominentes vecinos realistas.
Los rebeldes, confiados y motivados por la búsqueda de venganza, queman cárceles, nombran nuevos jueces y curacas locales, y confirman la abolición de la mita, reparto y las aduanas. El nuevo Justicia Mayor, Blas Pacoricona, recibió «severas órdenes para perseguir a sangre y fuego a los corregidores chapetones y alcabaleros», logrando con la requisa de las estancias cercanas abundante ganado para la alimentación de la tropa.
Siguiendo su plan de operaciones, Túpac Amaru continuó su avance invicto sobre Papuja. Pero, habiendo recibido ciertos informes de parte de su esposa, Micaela Bastidas, retrocedió repentinamente a Tinta, dejando a Juan Cavapaza como Justicia Mayor. Antes de su retorno a Tinta, Túpac Amaru ingresó en la provincia de Azángaro. Sus hijos Hipólito y Mariano formaban parte de la comitiva.
Los curacas del sur desdeñaban a Túpac Amaru y la élite de caciques de la cuenca del Titicaca permanecieron leales al rey español, habiéndose dirigido con ejércitos de tributarios a luchar por los realistas. A inicios de diciembre, cuando Arequipa y el Cusco fracasaban en enviar refuerzos y los corregidores huían junto a miles de pobladores de las ciudades del sur, los curacas permanecieron leales, particularmente aquellos con pretensiones aristocráticas.
El curaca de Azángaro, Diego Choquehuanca, descendiente de una distinguida familia, ordenó a sus hijos Joseph, coronel de la milicia, y Gregorio, un cura, apuntalar las defensas de la ciudad. Debido al rechazo de este cacique, y creyendo que había participado en la ejecución de Simón Noguera, Túpac Amaru fue por la familia Choquehuanca y sus numerosas fincas con inusual vehemencia. Aunque Diego Choquehuanca logró huir a Arequipa, su familia pagó un alto precio: los rebeldes mataron a un hijo, una hija, tres primos y un nieto, y arrasaron sus fincas.
Las fuerzas rebeldes llegan a Lampa el 9 de diciembre, ciudad donde Túpac Amaru da un discurso en el que insistía en que buscaba el fin de los «repartos y de otras gabelas sufridas por los indios». Posteriormente sus tropas queman la cárcel y el ayuntamiento, y saquean edificios, obrajes y haciendas de los ricos. Según el testimonio de dos posibles rebeldes, Pascual Gutiérrez Sonco y Manuel Chuquipata, capturados en diciembre por el alcalde de Carabuco, Túpac Amaru solicitaba que sus tropas usaran la cruz para distinguirlas, los que no eran indígenas usaban cruces de papel en sus sombreros mientras estos usaban cruces de paja, también diferenciaban a los españoles entre quienes podían ser reclutados y los «chapetones», a quienes tenían órdenes de matar; y que preferían la ropa indígena a la europea.
Desde Lampa, donde permaneció tres días, Túpac Amaru consideraba ir al Alto Perú para unirse con los rebeldes de allí, también contempló las posibilidades de atacar Arequipa o sitiar Puno, sin embargo, numerosas cartas de Micaela Bastidas lo persuadieron de retornar. La correspondencia entre Túpac Amaru y su esposa evidenciaban la preocupación de que los realistas atacaran Tungasuca. El capitán rebelde en Acomayo, Marcos Torre, comunicaba sobre la falta de armas y un posible ataque desde los pueblos realistas de Paruro, Accha y Pliponto sobre la primera línea de defensa rebelde en Acos y Acomayo. Desde Pomacanchi, Tomás Guaca informaba sobre la deserción de rebeldes por falta de comida. El 15 de diciembre, Micaela Bastidas dio instrucciones a sus seguidores de enviar más tropas. En Acos, Tomasa Tito Condemayta, una importante líder rebelde que logró victorias contra los realistas como la batalla del puente Pillpinto el 26 de noviembre de 1780, dirigía su curacazgo proveyendo tropas y provisiones, y manifestaba en sus cartas la frustración por la extendida ausencia de Túpac Amaru, y las presiones por los ataques realistas.

### Campaña de Diego Cristóbal en el norte
Diego Cristóbal Túpac Amaru, primo-hermano de José Gabriel, dirigía a 6.000 seguidores sobre Paucartambo y el Valle Sagrado con la estrategia de separar esa importante área agrícola de la ciudad del Cusco y, de lograr la victoria en esa campaña, atacar la ciudad desde la fortaleza de Sacsayhuamán.
Preparando el ataque sobre Paucartambo, fuerzas rebeldes reclutan gente en los pueblos altos de Ocongate, Caicay y Ccata, para después aproximarse a Pisac a lo largo del río Vilcanota. Los comandantes de la Junta de Guerra del Cusco, preocupados por esta ofensiva rebelde, envían a sus milicias de refuerzo el 8 de diciembre, además de fusiles y munición comandadas por Lorenzo Pérez Lechuga, veterano de las guerras españolas en Italia, quienes se unen a la defensa de Paucartambo, dirigida por el mayor Francisco Celorio. Con apoyo de las tropas de los curacas de Chinchero, Maras y Huayllabamba, los realistas logran derrotar a las fuerzas de Diego Cristóbal cerca del puente de Pisac, impidiéndoles tomar ese importante paso, y finalizan la batalla masacrando a todos los prisioneros. Como represalia, en Calca, los rebeldes asesinan a todos los europeos sin distinción bajo la premisa de «matar a todos los que tenían camisa».
Sobre la base de su triunfo en Pisac, el ejército realista decide avanzar sobre territorio controlado por las fuerzas tupacamaristas. El 26 de diciembre de 1780, dirigidos por el curaca de Chincheros, Mateo Pumacahua, las tropas realistas derrotan a los rebeldes en Calca, causando cientos de bajas y vuelven a ejecutar a todos los prisioneros. El cabildo del Cusco etiquetó esta sanguinaria derrota rebelde como un «glorioso triunfo», elevando la moral de las tropas y civiles realistas, a la vez que debilitó a los patriotas. El 21 de diciembre, a dos leguas del Cusco, en la pampa de Chita, se forma un brote rebelde que ataca a un batallón realista dirigido por Francisco Laisequilla quien, con ayuda de refuerzos de Anta y Abancay, los derrota y retorna al Cusco con 25 prisioneros y cuatro cabezas de líderes en picas, exhibiéndolas alrededor de la plaza principal.
Ante tal situación, Diego Cristóbal, quien se encontraba dirigiendo un prolongado sitio sobre Paucartambo, decide retirarse a las colinas sobre el Valle Sagrado, abandonando su plan de rodear el Cusco por el norte.
Los eventos en el Valle Sagrado y sus alturas marcaron un cambio en el uso y comprensión de la violencia en ambos bandos. Para mediados de diciembre, ambos bandos creían que el otro buscaba exterminarlo, y entonces emparejaba brutalidad con brutalidad. El incendio de la iglesia de Sangarará y la excomunión de Túpac Amaru, permitieron a los realistas considerar a los rebeldes como no cristianos y herejes, lo cual permitía a sus líderes justificar un trato cruel, como el de Pumacahua a las víctimas de la masacre de Calca. Por su parte, en el bando revolucionario, según el historiador Jan Szeminski, los rebeldes presentaban a los españoles como cristianos «malvados» o «diabólicos», cuyas acciones los colocaban fuera de la Iglesia, y que, por lo tanto, merecían una muerte brutal. Aunque Túpac Amaru y Micaela Bastidas buscaban prevenir la violencia, no podían impedir que los insurgentes radicales a kilómetros de distancia asesinen a cualquier persona de descendencia o cultura europea. Asimismo, las peores atrocidades tuvieron lugar cuando el principal comandante rebelde no estaba presente.

### El sitio del Cusco
Túpac Amaru había recibido noticias de un próximo ataque contra Tinta, razón por la cual retornó con rapidez y sin encontrar obstáculos a Tungasuca, donde es recibido triunfalmente el 17 de diciembre. Buscando mantener las ventajas logradas de Quiquijana, Sangarará y Lampa, decidió anticiparse y pasar a la ofensiva. Con la eficaz ayuda de su esposa, Micaela Bastidas, y un grupo de sus capitanes, el jefe rebelde inició los preparativos para la gran expedición contra el Cusco.
El ejército revolucionario contaba por aquel entonces con aproximadamente un millar de fusiles, también fundían pequeños cañones y fabricaban pólvora, rejones y otras armas menores. Sus efectivos se componían de unos 5.000 hombres armados y entrenados, acompañados por un grupo mucho mayor que aumentaría con los reclutamientos de gente de los alrededores.
El 20 de diciembre, Túpac Amaru ordena la partida de su ejército con rumbo a la ciudad del Cusco. Avanzando con rapidez por la provincia de Quispicanchi, siguió la ruta de los pueblos de Pomacanchi, Sangarará, Acomayo, Yanacocha, Urcos y Andahuaylillas. Antonio Castelo lideraba un grupo más pequeño de vanguardia a través del valle con la orden de reclutar, atacar fuerzas realistas, saquear haciendas y rodear la ciudad por el norte. Mientras, por su parte, Diego Cristóbal retornó al Valle Sagrado con la intención abrir un segundo frente.
El 23 de diciembre, el consejo de guerra del Cusco se entera de los planes de Túpac Amaru de atacar el Cusco. La ciudad se encontraba defendida por un disciplinado ejército de 3.000 hombres, convenientemente armados. El cabildo y el consejo de guerra instalaron sus cuarteles en la antigua sede del colegio jesuita, hasta la expulsión de la orden en 1767, en la esquina de la plaza de armas. Los realistas organizan patrullas, especialmente de noche, y forman 6 compañías de milicia, comprando o requisando armas y municiones, entrenando a clérigos y estudiantes. El obispo Moscoso encabezó los esfuerzos para recaudar fondos para la compra o fabricación de armas para equipar a las milicias, recolectando una considerable suma de 110.881 pesos entre noviembre y diciembre. Temiendo traidores internos, se prohibió que cualquiera dejase la ciudad en los días anteriores a la llegada del ejército rebelde. El 19 de diciembre, el padre Ignacio de Santiesteban Ruiz Cano, escribió, desde las provincias altas al suroeste de Tungasuca que necesitaba refuerzos, ya que los indígenas simplemente se reían de sus exhortaciones a permanecer leales.
Cayendo en una maniobra de distracción de Antonio Castelo, los realistas enviaron tropas a Angostura, la entrada al Cusco desde el valle del Vilcanota. Marchando ligeros y acostumbrados a la empinada topografía del área, Túpac Amaru y gran parte de sus tropas evitaron al enemigo tomando una ruta menos directa a través de los imponentes picos de montaña al sur del valle. Pese a su número, llegaron rápida y silenciosamente al Cusco, ciudad que sitiaron levantando su volumen, gritando, cantando, tocando tambores, encendiendo fuegos artificiales y disparando armas, logrando intimidar a todos aquellos que los veían u oían. Según un testigo, la montaña «parecía el lomo de un puercoespín, con 40.000 rebeldes que servían como espinas».
Pese a estas maniobras, las fuerzas rebeldes no se lanzaron inmediatamente sobre el Cusco debido a que Túpac Amaru esperaba la adhesión de la ciudad a su causa, enviando detalladas cartas al obispo Moscoso y Peralta, a las personas del Cusco y al cabildo. Estos rechazaron las cartas mientras, a diferencia de lo ocurrido en las áreas cercanas a Tinta y el Collao, los indígenas y otros lugareños del Cusco y sus cercanías no se unieron masivamente al bando rebelde, debido a que sus curacas se lo impedían o bien no lo deseaban. Analistas posteriores consideran que las cartas de Túpac Amaru proveen una comprensión de sus ideas y planes. Ellas indican sus esfuerzos por mantener o ganar el apoyo de los mestizos y criollos promedio, y quizá su confianza de que la ciudad se levantara y lo apoyara. También son un signo de que el líder revolucionario buscaba tomar la ciudad sin derramamiento de sangre. La mayoría, sin embargo, observan la correspondencia como una curiosa pero significativa perdida de tiempo, permitiendo a las autoridades de la ciudad prepararse y a las tropas de Avilés llegar.
Desde que recibieron noticias del victorioso retorno de Túpac Amaru desde el sur, la Junta de Guerra del Cusco había mandado sucesivos mensajeros urgiendo a las autoridades de Lima para el envío de refuerzos, razón por la cual el coronel Avilés aceleró su avance mediante marchas forzadas, ingresando las tropas al Cusco el 1 de enero de 1781.
El 2 de enero, alertados por el cura de Urcos, la caballería realista, dirigida por Joaquín de Varcárcel y Francisco Laisequilla, destruyó a la vanguardia de Castelo en el pueblo de Saylla, asesinando a 400 rebeldes y capturando una bandera con el escudo de armas de Túpac Amaru. En el Valle Sagrado, Diego Cristóbal Túpac Amaru avanzó de Catca a Pisac, sin embargo los realistas, dirigidos por Pumacahua, lo detuvieron en Huayllabamba y en Yucay. Pese a los refuerzos enviados por Túpac Amaru, Diego Cristóbal no logró quebrar a las fuerzas realistas sobre el sumamente importante puente Urubamba.  
El 4 de enero, Túpac Amaru ordena la movilización de sus tropas para bordear la ciudad iniciándose la batalla del Cusco, que se prolongaría por una semana. Ambos lados se enfrentaron en cruento combate mano a mano, añadiéndose las armas y los cañones a la carnicería. La hueste revolucionaria atacaba con bravura y tenacidad, alentada por Túpac Amaru, jinete de un caballo blanco y copartícipe de todos los riesgos del sitio. Del mismo modo, la plana mayor de los defensores del Cusco cumplía sus deberes con eficacia, destacando la participación del obispo y el alcalde. Reforzados por 8.000 hombres comandados por el corregidor de Paruro y sus caciques fieles, los efectivos que defendían la ciudad pasaban de 12.000 soldados.
Finalmente, desalentado por la falta de apoyo de la población de la ciudad y las deserciones provocadas por las duras condiciones del campamento rebelde en las colinas del Cusco, y negándose a masacrar a las tropas indígenas que los realistas ubicaban en la vanguardia, Túpac Amaru ordenó el fin del sitio el 11 de enero de 1781.

### La expedición punitiva
Dirigidos por el visitador general, Antonio de Areche, y el inspector general, José del Valle, aproximadamente 15.000 efectivos de refuerzo entraron al Cusco el 24 de febrero. El recuento oficial enumeraba 17.116 soldados en el Cusco para marzo, aunque la cifra real puede haber sido superior a los 20.000 efectivos. Estas tropas contaban también con más de 1000 fusiles (mosquetes de chispa de luz que habían reemplazado al arcabuz) así como numerosos cañones.
El ejército realista dividió sus tropas en 6 columnas con el fin de converger sobre la base rebelde alrededor de Tinta. El plan elaborado por Del Valle consistió en avanzar dos columnas por el este, otras dos por el lado oeste, mientras el cuerpo de reserva y la artillería atacaban por el centro. Simultáneamente, los dos destacamentos impedirían la retirada rebelde al noroeste. Todas las columnas debían encontrarse antes de llegar al pueblo de Tinta y atacar en conjunto, para continuar a las provincias del sur, y de ahí entrar en contacto con las tropas del Alto Perú en la región del lago Titicaca. La expedición punitiva estaba comandada por el mariscal de campo José del Valle y Torres. Iba en calidad de mayor general, el capitán Francisco Cuellar, y de ayudantes de campo, los tenientes de caballería Antonio Donoso e Isidoro Rodríguez, y el subteniente de infantería, José Antonio López. Del Valle marchó constantemente con la reserva, encabezando el alto mando del ejército realista, constituido en un 75% por indígenas. En el Cusco quedó Areche comandando 1000 soldados de la compañía de Pardos de Lima, un grupo de voluntarios de Huamanga, el regimiento de infantería de milicias del Cusco y numerosas tropas indígenas, comandadas por curacas realistas. En el alto mando también colaboraban el coronel Miguel Torrejón y los sargentos mayores Bernabé Villavicencio y Gaspar Rosas. Asesoraba al grupo el oidor Benito de la Matalinares.
Areche reconoció públicamente a seguidores realistas tales como los curas de Cotabamba, y confirió el rango de capitán a Pumacahua y Nicolás Rosas, curacas de Chinchero y Anta, respectivamente. Días después, publicó un decreto ampliamente distribuido ofreciendo el perdón a los rebeldes que entregaran sus armas y aparecieran en la ciudad, excluyendo a 35 personas de este decreto, entre ellos Micaela Bastidas, Túpac Amaru, sus familiares y su círculo más cercano. Buscando dividir a los rebeldes, el visitador también ofreció una recompensa de ochenta pesos al mes a quien entregara a sus líderes.
Miles de tropas uniformadas, con sus armas brillantes bajo el sol, impresionaban e intimidaban a la población local, cambiando la naturaleza del conflicto. Los realistas toman la ofensiva contando ahora con ventaja en armamento y caballería (en caso de los rebeldes, solo los líderes viajaban a caballo), y ya no eran superados en número. Pese a esto, las fuerzas realistas también tenían dificultades: La alimentación de un ejército tan grande, conforme se abría paso cada vez más allá del Cusco, era difícil, por lo que padecían frío y hambre ante la falta de suministros. También, cuando marchaban a través de los estrechos valles, los rebeldes los acosaban desde los picos y les tenían emboscadas. Era otro problema significativo, especialmente para aquellos procedentes de la costa, el aire enrarecido. Cortos de alimento y de oxígeno los caballos se rehusaban a continuar y en cuestión de semanas, todos, menos los comandantes, irían a pie; poco más de un mes después del desfile de galantes caballos a través de las calles cusqueñas, los realistas se vieron forzados a abandonarlos, e incluso comérselos. Pese a su organización, armas y número, los realistas probaron no ser la fuerza invencible que muchos creyeron a su llegada al Cusco.

### Campaña realista sobre Tinta
Del Valle creía que Túpac Amaru deseaba retornar al sur, y también tomar la importante zona agrícola de Paucartambo. Por ello, el comandante español desplegó las columnas realistas en abanico, la primera y sexta aproximándose a Paucartambo, la quinta se abría paso al oeste, en Cotabambas, mientras la cuarta se movía en Paruro, la segunda y tercera columnas marchaban por el valle hacia la base rebelde en Tinta.
Decepcionados por el fracaso de tomar el Cusco, y preocupados por las deserciones y las dificultades para el apertrechamiento de sus tropas, Túpac Amaru y Micaela Bastidas todavía dirigían una formidable fuerza. Mientras que las uniformadas tropas realistas intimidaban a la gente del Cusco con sus cañones, escopetas y caballos; las fuerzas rebeldes aterrorizaban a los acomodados lugareños, aumentando el miedo ante la falta de control de sus líderes que limitaban la violencia y el saqueo. Por otro lado, miles de rebeldes trabajaban al unísono y demostraban ser temibles adversarios en el accidentado terreno al sur del Cusco. El obispo Moscoso y Peralta lamentaría en una carta del 21 de enero que, en su retorno a Tungasuca, Túpac Amaru y sus fuerzas hubieran peleado «a sangre y fuego», especialmente contra los españoles y mestizos. La preocupación del obispo era que ellos retornaran para atacar el Cusco.
Marchando sin apresuramiento, el caudillo pasó a través de la pampa de Ocororo, entrando en Oropesa acompañado de sus hijos Hipólito y Mariano, y su primo Andrés Noguera. A continuación siguió por Acomayo y retornó a Tungasuca entre el 15 y 17 de enero y, después de un breve descanso, marchó a la provincia de Chumbivilcas. Mientras tanto Micaela Bastidas gestionó la construcción de fortificaciones previniendo, desde noviembre, un ataque realista sobre la base rebelde. Se construyó un muro defensivo fuera de Combapata y cavaron trincheras en Tinta. Túpac Amaru y Micaela reconstruyeron sus fuerzas, reclutando gente y alentando a los seguidores escépticos y asustados; a los desertores y otros traidores los amenazaron con la muerte. Algunos seguidores importantes habían abandonado a los rebeldes, incluyendo al clan Castelo, dirigido por el patriarca Melchor y su hijo Antonio, quienes, tras el fallido sitio del Cusco, organizaron un motín en Sicuani llamando a otros criollos a levantarse contra Túpac Amaru, e invitaron a traicionarlo a aquellos que le permanecían fieles. Tanto el motín como la estrategia fallaron, y los rebeldes mataron a varios miembros de la familia Castelo en una emboscada. El sexagenario Antonio Castelo se entregó a Del Valle en abril, pero las autoridades realistas lo trataron como un comandante insurgente infiltrado y fue encontrado culpable y ejecutado.
Entre enero y febrero fuerzas patriotas y realistas lucharon en distintos frentes. Diego Cristóbal sitió Paucartambo y saqueó la mayoría del área, aunque tuvo poco éxito en tomar Calca en el Valle Sagrado. Las fuerzas rebeldes continuaron la lucha desde los picos glaciares de Ocongate y Lauramarca. La quinta columna no fue atacada en su marcha por la defección de los rebeldes de Chuquibamba y, unidos a la gente de Aymaraes, enfrentaron a los hombres de Parvina, Valencia y Bermúdez. Tomás Parvina, quien como Túpac Amaru afirmaba pertenecer al linaje inca, fue uno de los principales comandantes de la región. El 25 de enero, las fuerzas de Parvina emboscaron al comandante realista Isidoro Gutiérrez en Chahuaytiri y lo ejecutan. La cuarta columna logró triunfos sucesivos en Cochiriguay y Accha, logrando la captura de Francisco Torres y el anciano Francisco Túpac Amaru, tío del caudillo. Mientras las columnas primera y sexta experimentaron choques menores, las columnas que marchaban por el centro fueron constantemente asediadas mientras experimentaban la inclemencia del clima, la falta de víveres y la escasez de servicios médicos. La táctica de Túpac Amaru se apoyaba en el conocimiento del terreno y los ataques por sorpresa. Las tropas rebeldes estaban en constante acecho, hostigando en todo momento a las fuerzas realistas pero combatiendo solo en ocasiones favorables con el objetivo de eludir el mortífero fuego de los fusiles enemigos. Miguel Bastidas, hermano de Micaela, atacó en constantes escaramuzas a las fuerzas de Del Valle en su marcha. 
Informado por sus espías, el principal objetivo del caudillo era destruir el destacamento del centro, donde estaba el alto mando realista, para lo cual urdió una treta. El 18 de marzo mandó avisos a Del Valle que con ocasión de la fiesta de San José, santo de ambos, desencadenaría un vigoroso ataque al día siguiente. Del Valle puso en constante alerta a sus hombres y aminoró su marcha por precaución, lo que le hizo perder de vista a los rebeldes, situación que aprovechó Túpac Amaru para ocultar sus tropas y despistar el comando realista. El 22 de marzo se presentó la ocasión propicia para una sorpresa en la helada región de Pucacasa. Pero, mientras las fuerzas rebeldes plantaban sus tiendas para enfrentar el mal tiempo, un prisionero fugado llega al campamento realista y da aviso de la maniobra sorpresa que se desarrollaría en esa noche. Prevenido del ataque, Del Valle adoptó toda clase de precauciones y se mantuvo en acecho. Por lo que, cuando Túpac Amaru creyó realizar un sorpresivo ataque se encontró con un nutrido fuego de fusilería iniciándose la batalla entre la gran vanguardia negra de Del Valle y la caballería e infantería de Lima, contra los combatientes indígenas de Túpac Amaru. Los rebeldes no lograron dominar el campo realista y se retiran a las 8 de la mañana del día siguiente. Pese al aviso, las tropas de Del Valle apenas lograron repeler el ataque, confiando su suerte a la llegada de una columna dirigida por Juan Manuel Campero. No obstante, Del Valle fue testigo de como sus tropas caían exhaustas en la nieve, debido al cansancio de días sin dormir, el hambre y el frío extremo, razón por la cual inició su retirada hacia el valle, donde el general sufrió la deserción de las tropas indígenas de Chincheros, Anta, Abancay y Huamanga, aunque los miembros de la milicia negra y las fuerzas de Pumacahua permanecieron leales a los realistas.
Después del desastre de Pucacasa, Del Valle dirigió a sus tropas hacia Tinta, el centro rebelde. En Urcos los rebeldes cortaron el puente, por lo que los realistas perdieron varios días cruzando el río Vilcanota. Los realistas tomaron Quiquijana, que había sido abandonada por los rebeldes, encontrando solo mujeres y ancianos, donde como represalia el comandante español ahorcó a Luis Pomainga, pariente distante de Túpac Amaru, y otros que consideraba rebeldes.
Las fuerzas revolucionarias se habían retirado de Quiquijana a Combapata, al norte de Tinta, donde reforzaron los muros y trincheras para «mantener a raya a los españoles».
Túpac Amaru, preocupado por otras áreas, envió tropas para ayudar a Tomás Parvina y Felipe Miguel Bermúdez en Chumbivilcas, Diego Verdejo en Caylloma y Diego Cristóbal, su primo, en Urubamba. Ramón Ponce y Vilca Apaza enfrentaron a los realistas alrededor de Puno. En Chumbivilcas, Parvina previno a sus fuerzas sobre las graves consecuencias de la deserción, y les permitió saquear las propiedades de aquellos considerados desertores. El capitán rebelde, junto a Felipe Bermúdez, combatieron a la columna realista dirigida por Francisco Laisequilla. El 21 de marzo los rebeldes, sin armas ni municiones, se enfrentaron a los realistas en una defensa final cerca del pueblo de Santo Tomás. Del Valle describió el coraje de ambos, Parvina y Bermúdez, quienes murieron peleando debajo del único cañón. Tras la batalla, los realistas ejecutaron a los prisioneros y llevaron las cabezas de Parvina y Bermúdez en picas. Sin embargo, esa batalla no terminó con la rebelión en Chumbivilcas. El 6 de abril, Areche se quejó de que la región «queda más alterada y rebelde que nunca».
Tras los retrasos por cruzar el río en Urcos y esperar a las últimas columnas desde el Cusco, el ejército realista baja al valle hacia el cuartel general rebelde. Las fuerzas de Túpac Amaru acosaron a sus enemigos de Urcos a Combapata con ataques de guerrilla y fuego de artillería de su único cañón móvil. A finales de marzo, las fuerzas realistas se acercaban a la base rebelde al norte de Tinta, en las colinas sobre el valle donde el río Salca alimenta al Vilcanota. Gracias a los desertores, los realistas supieron que los rebeldes sufrían una escasez de suministros.
La noche del 4 de abril, los rebeldes atacaron a la segunda columna de Villalta, que había llegado el mismo día, decapitando a cuatro centinelas, sin embargo, un quinto disparó su arma y los realistas repentinamente despertados se precipitaron en formación de batalla contra la vanguardia rebelde que se ubicaba en las alturas cubiertas de granizo, y con las descargas de fusilería lograron que estos abandonen las alturas forzándolos a entrar al valle. En franca batalla, en terreno relativamente abierto y plano, y sin el elemento sorpresa, los realistas tenían ventaja. Usando su superior caballería y armamento, los realistas atacaron rodeando a sus enemigos, probablemente informados de su fuerza y exacta ubicación por un desertor. La carga de la milicia negra rompió las líneas rebeldes mientras los disparos dejaban «crecido número de cadáveres, sin contar infinitos heridos». Túpac Amaru, quien estaba en medio de sus tropas, logró evadir el cerco sumergiéndose al río Vilcanota/Combapata aún a riesgo de ahogarse. A los realistas les tomó horas cruzar el río pues los rebeldes habían destruido el único puente.
El grueso de las tropas realistas pasó a través de Combapata, donde los rebeldes construyeron su fuerte. Del Valle usó cinco cañones y armas de fuego para destruir el muro, forzando a sus defensores a huir. En Tinta, que quedó desierta, los realistas tomaron siete prisioneros y una pintura de Túpac Amaru sobre su caballo en medio de la victoria en Sangarará, que fue destruido, para consternación de las autoridades del Cusco y generaciones de historiadores. A continuación, las columnas realistas se dividieron en dos, un grupo pasó a Carabaya para evitar la huida del líder rebelde a la selva, mientras el resto se apresuró al sur.
Separado de su familia desde marzo, Túpac Amaru se refugia en Langui, donde Ventura Landaeta y Santa Cruz lo traicionan insistiendo en que se quedara a descansar, conteniéndolo con ayuda de las mujeres lugareñas, el cura local y un miliciano mulato, hasta la llegada de las tropas realistas que rápidamente ataron con grilletes al líder rebelde.
El 7 de abril, el traidor Landaeta también entrega a los realistas a Micaela Bastidas, a sus dos hijos, Hipólito y Fernando, y otros miembros de su familia, quienes buscaban escapar hacia La Paz a través de Livitaca.

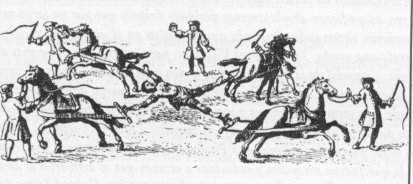
Dibujo que representa el intento de descuartizamiento de Túpac Amaru II en la Plaza de Armas del Cusco.

Un bien armado batallón transfirió a Túpac Amaru y alrededor de treinta prisioneros a Tinta. En los días siguientes, las autoridades ahorcaron a 67 seguidores de menor rango capturados previamente. Llegaron rumores de que Diego Cristóbal intentaría rescatar a los prisioneros en el camino de Urcos al Cusco, por lo que los realistas reforzaron a las sustanciales y bien armadas tropas que los custodiaban, todos ellos atados y encadenados de pies y manos.
El 14 de abril, con el visitador Areche a la cabeza, el convoy llegó al Cusco, ciudad que había celebrado por días y estaba «loca de contento». Pero, tras la euforia realista se notaron pronto problemas, fuerzas rebeldes se colaron en Checacupe, después de su captura en manos realistas, y mataron al cura local, a los españoles y a quienes los apoyaran. Los realistas lamentarían mucho que Diego Cristóbal, Andrés Mendigure y Mariano Tupac Amaru no hubieran sido capturados.
Por otro lado, las luchas internas entre realistas se sucederían en la división entre moderados, que buscaban negociaciones con los rebeldes, y los de la línea dura, que creían que la exterminación del enemigo y la cultura andina eran la única solución. Este choque configuraría no solo el resultado de la rebelión, sino también la naturaleza y destino del gobierno español en el Perú.

## Segunda fase: Rebelión en el Alto Perú
Con las sangrientas ejecuciones del 18 de mayo, y la posterior tortura y destrucción de los cuerpos del líder revolucionario y su círculo más cercano, las autoridades realistas buscaban diseminar la idea de que la rebelión estaba acabada y ellos habían ganado. No obstante sabían que habían sido afortunados en capturar a estos líderes y que el movimiento estaba lejos de acabar. Diego Cristóbal Túpac Amaru, primo de José Gabriel, atacó vigorosamente el pueblo de Layo, cerca de Langui, con el propósito de rescatar a Túpac Amaru, quien ya había sido conducido al Cusco, y pese a que su ofensiva no tuvo éxito puso en evidencia a los realistas que la revolución continuaba. Escribía el visitador Areche a la Corte que «las poblaciones han quedado despobladas», debido a que españoles y criollos huían de ellos con dirección a la costa para evitar venganzas.
Tomaron el liderazgo revolucionario los comandantes Diego Cristóbal Túpac Amaru y sus sobrinos Mariano Túpac Amaru (segundo hijo de José Gabriel) y Andrés Mendigure. El cuartel general de la rebelión se trasladó a diversos lugares del sur, según las circunstancias. Los nuevos líderes del movimiento abandonaron las tácticas más conciliadoras de Micaela Bastidas y José Gabriel Túpac Amaru, quienes buscaban ganar el apoyo de los sectores medios y la iglesia, a la vez que controlaban la violencia, preocupación que no agobiaba a la segunda ola de líderes. Además, la rebelión había establecido un ejemplo y un quiebre de los frágiles e históricos códigos de aceptación y represión. En los pueblos pequeños los indígenas resistían a las autoridades, mientras que otros atacaban villas. Las fuerzas rebeldes, presumiblemente, comprendieron las ejecuciones como prueba de que deberían luchar hasta la muerte. Para mayo de 1780, mientras los nuevos líderes coordinaban ataques y supervisaban las estrategias, los seguidores rebeldes, cada vez más independientes, tomaban frecuentemente los asuntos en sus propias manos, aumentando la violencia desde abajo. 

### Los hermanos Katari y las revoluciones del Alto Perú
Preocupantes noticias llegaron al Cusco desde el área del lago Titicaca y el Collao. Los rebeldes amenazaban gran parte de Charcas y la violencia se propagaba en el área altiplánica. Los realistas se preocupaban de que la rebelión pudiera paralizar Charcas y separar al Perú del Virreinato de La Plata, aún peor para el poder colonial sería que los rebeldes en el Collao se unan con los seguidores de Túpac Amaru iniciando una lucha que se propagaría del Cusco a Potosí, y potencialmente más lejos. Entre 1780 y 1782, Túpac Amaru y los revolucionarios kataristas hicieron esfuerzos intermitentes para unirse, alianza que los realistas buscaban prevenir a toda costa. 
A diferencia del levantamiento de Túpac Amaru, Charcas fue sitio de varias relacionadas pero no unificadas sublevaciones. En el área de Chayanta, al norte de Potosí, las tensiones entre los indígenas y las autoridades coloniales escalaron a finales de la década de 1770.
En 1778, Tomás Katari, un humilde aimara del área de Chayanta, sostuvo esos puntos en nombre de la villa de Macha, en la audiencia de Buenos Aires, y, al igual que José Gabriel en Lima, Katari regresó a su hogar desilusionado con el sistema legal virreinal. Durante su retorno de Buenos Aires, Katari fue aprisionado, liberado por la furia de su pueblo y aprisionado nuevamente hasta que, el 26 de agosto de 1780, indígenas de toda la región irrumpieron en el pueblo de Pocoata y capturaron al corregidor Joaquín Alós, a quien intercambiaron por Katari. Posteriormente, la comunidad de Chayanta se gobernó a sí misma luego de que Katari y sus seguidores reinventaran la relación entre las comunidades y el Estado. A mediados de diciembre, un jefe de milicia, Juan Antonio Acuña, arrestó al líder y, cuando los indígenas atacaron el convoy, ejecutó a Katari. Los atacantes asesinaron a Acuña y a su séquito, dejando sus cuerpos insepultos y los ojos de Acuña perforados.
Los hermanos de Tomás Katari, Dámaso y Nicolás, asumieron el liderazgo de la insurrección formando un masivo ejército rebelde que arrasó a través de pueblos y comunidades apuntando a españoles y criollos, así como a los organismos de explotación colonial como las haciendas, los obrajes y los pueblos mestizos. Coordinando con otras comunidades dirigieron el sitio de la ciudad de La Plata (Sucre) en febrero de 1781. Dámaso Katari expresaba su confianza en lograr el apoyo de Túpac Amaru, sin embargo la alianza no se pudo concretar. Indígenas leales a los españoles capturaron a Dámaso y a Nicolás Katari. Las autoridades ejecutaron públicamente de forma horripilante a Dámaso el 27 de abril de 1780 en La Plata, y asesinaron a Nicolás el 7 de mayo, semanas antes de la muerte de Túpac Amaru.
El 27 de febrero de 1781, en represalia por la ejecución de Tomás Katari, los rebeldes del Alto Perú masacraron a uno o dos millares de personas en Chuquisaca, entre ellas a hombres, mujeres, niños y religiosos. Este acto de violencia desató una fuerte resistencia en las comunidades indígenas del Alto Perú, donde los levantamientos aumentaron como respuesta al resentimiento hacia las autoridades coloniales tras la ejecución de Tomás Katari, cuyo liderazgo siguió inspirando a la población indígena a luchar contra el yugo colonial.
En la ciudad de Oruro, criollos ricos se aliaron con las clases más bajas y el campesinado indígena para contrarrestar el poder de los españoles en un levantamiento que se parecía de la rebelión de Túpac Amaru en cuanto a su sociología jerárquica y multiclase. En febrero de 1781, los rebeldes controlaron la ciudad y la campiña que los rodeaba, y frecuentemente mencionaban a Túpac Amaru provocando temor entre los realistas que tenían en mente a los rebeldes de Tinta. Sin embargo, las tensiones entre los indígenas más radicales y la plebe urbana, por un lado, y los criollos, por el otro, destrozaron la coalición de Oruro. Las fuerzas virreinales reprimieron brutalmente a los rebeldes, incluyendo a los criollos a quienes consideraban «traidores de clase».

### Túpac Katari
En febrero de 1781, Julián Apaza, un indígena de la comunidad de Sicasica, asumió el nombre de Túpac Katari en honor tanto de Túpac Amaru como de los hermanos Katari, y dirigió un levantamiento de las comunidades que rodeaban la ciudad de La Paz. Al ser un figura desconocida y humilde, los españoles inicialmente creyeron que Túpac Amaru estaba detrás de la violencia desatada en el área. Al comprender que eran dirigidos por Apaza, Túpac Katari, la propaganda realista, trató de ridiculizarlo por su origen social, sus rasgos físicos y su poco dominio de la lengua española, no obstante estos intentos tuvieron el resultado opuesto porque las masas indígenas simpatizaron aún más con su líder. Estas caracterizaciones deben tratarse críticamente al ser un reflejo de las jerarquías sociales de la época y la paranoia virreinal.
A inicios de 1780, Tupac Katari supervisó los ataques en Sicasica, entre Oruro y La Paz, mientras sus seguidores extendían la lucha por todo el camino al lago Titicaca. En marzo sus fuerzas iniciaron el sitio de La Paz. Al igual que Túpac Amaru, Túpac Katari confiaba fuertemente en su esposa, Bartolina Sisa, así como en su hermana, Gregoria Apaza, quienes colaboraba en la planificación y en los propios ataques.

#### Colaboración entre fuerzas rebeldes
Katari intercambió correspondencia con Diego Cristóbal y ambos ejércitos convergieron en el área al este del lago Titicaca y norte de La Paz. En marzo, los kataristas apoyaron el sitio de Puno y también atacaron Juli, Acora, Ilave y Chucuito. El ataque de Juli dejó 400 muertos.
En el área del sur, los españoles solo podían contar con las milicias locales y pequeños batallones dirigidos por corregidores, es decir, la misma línea de defensa que tan pobres resultados había ofrecido contra Túpac Amaru a fines de 1780, a estas unidades les fue aún peor en 1781. Quienes huyeron del Collao llevaban relatos al Cusco de indígenas rebeldes que decapitaban personas, ahogaban niños, mutilaban cuerpos y bebían su sangre. El corregidor Joaquín de Orellana añadió a tales historias recuentos de rebeldes que cazaban españoles a caballo por kilómetros, personas que se zambullían en el congelado lago Titicaca para escapar de los rebeldes y grupos de frenéticos europeos y mestizos huyendo hacia Arequipa.
Las fuerzas insurgentes que luchaban en el área del Titicaca se dividían en tres tipos: aquellos vinculados a Túpac Amaru, aquellos alineados con los kataristas y aquellos que reconocían a uno o ambos grupos rebeldes pero permanecían autónomos. Estos últimos, construidos basándose en odios locales, no siempre obedecían los llamados de Túpac Amaru de respetar a la población considerada neutral, principalmente mestizos, mujeres y niños. Estos rebeldes autónomos asimilaban mejor las tácticas realistas de buscar exterminar más que derrotar y desarmar al enemigo. Además, tanto rebeldes como realistas sacrificaban cualquier oponente que pudieran capturar. Esta forma más feroz de combate, con menos control de los líderes, caracterizaría el levantamiento en 1781.  
En su camino al sur, Ramón Ponce, comandante de confianza de Túpac Amaru quien había sido enviado al sur con la orden de tomar Puno, poner a los insurgentes bajo su mandato y coordinar con los rebeldes del Alto Perú, observó que muchos pueblos e individuos apoyaban el levantamiento, pero no necesariamente seguían las órdenes de Túpac Amaru. Debido a ello, el 16 de febrero, el corregidor Orellana consiguió una rara victoria en la sangrienta batalla de Mananchali, cerca de Puno. Los realistas se beneficiaron de los desacuerdos entre los comandantes rebeldes Andrés Ingaricona y Nicolás Sanca, quienes luchaban por Túpac Amaru desde noviembre de 1780. Ponce confrontó a Sanca, considerándolo más interesado en el saqueo que en la justicia social, quejándose también de que los comandantes kataristas asesinaban indiscriminadamente atacando incluso a los seguidores de Túpac Amaru.
El 11 de marzo, los realistas de Puno habían logrado resistir las ofensivas de Ponce cuando afrontaron, desde el sur, los ataques liderados por Pascual Alaparita e Isidro Mamani, quienes se identificaron como seguidores de «Andrés Inca Túpac Katari», de Charcas. Los sublevados sitiaron el pueblo de Juli, que estuvieron a punto de destruir. El 18 de marzo, Isidro Mamani quemó Chucuito y el cercano Desaguadero, donde las fuerzas de Orellana encontrarían posteriormente 200 cadáveres: «que no se escapó alma que tuviese rastro de español que no pereciese». Se salvaron del ataque cinco «encogidos de miedo, hambrientos sobrevivientes que se habían ocultado por tres dias». Según Orellana, los rebeldes colocaron todas las cabezas de las mujeres españolas ejecutadas sobre la horca en la plaza principal. Tras fracasar en su intento de tomar Puno, Mamani fue capturado por los indígenas de Ácora, quienes lo entregaron a Orellana.

#### El primer sitio de La Paz
Durante 1781, Katari sitió La Paz en dos ocasiones, al mando de 40 00 insurgentes, en su mayoría aymaras. Se estima que murieron entre 15 000 a 20 000 personas.
El 13 de marzo de 1781, decenas de miles de rebeldes dirigidos por Túpac Katari rodearon la ciudad de La Paz, impidiendo la entrada de suministros y la salida de la población, a menos que se unieran a ellos. Pese a su buen aprovisionamiento, después de unas pocas semanas la escasez golpeó la ciudad y Katari envió representantes para negociar, requiriendo que la gente de la ciudad entregase sus armas, así como a los corregidores, europeos y demás autoridades. Los líderes de la ciudad se rehusaron, mientras gran parte de los indígenas que vivían en los exteriores de la ciudad se unieron a los rebeldes. Según un diario, los rebeldes permitieron conseguir comida a las personas que ellos conocían, mientras incluso los centinelas saludaban a sus conocidos sobre el cerco. Estas relaciones empeoraron con el paso del tiempo y el hambre que se cernía sobre la ciudad.
Entre abril y mayo, ambos bandos se enfrentaron en batalla, pero llegaron a un sangriento punto muerto ante la incapacidad de los realistas de romper las líneas rebeldes, quienes no lograban tomar el centro de la ciudad. Tras unas pocas semanas, el enfrentamiento se tornó en un sitio y cientos murieron de hambre o de enfermedades que se propagaban entre la población famélica.
Para mediados de junio, muchos residentes querían capitular, creyendo que su destino en manos rebeldes no podía ser peor que morir de hambre. Sin embargo, el 1 de julio, tras 109 días, el comandante Ignacio Flores llegó con tropas bien armadas que rompieron el sitio. Los rebeldes evitaron enfrentarlos y se retiraron a las alturas. Este fue solo el primer sitio de La Paz.

### Campañas del sur
Las fuerzas virreinales del Perú tenían su victoria asegurada pues contaban con miles de soldados formados en sincronizadas columnas que habían logrado la victoria en Tinta y conseguido la captura de los líderes de la rebelión, Túpac Amaru y Micaela Bastidas. Sin embargo, derrotar a los seguidores de Túpac Amaru tras su muerte probó ser difícil, costoso y frustrante. Las fuerzas españolas que marchaban como conquistadores vencedores a caballo rápidamente se degeneraron en soldados hambrientos y harapientos, que marchaban a pie, subiendo y bajando por los Andes austeros, temerosos de los ataques rebeldes y conscientes de que los indígenas los aborrecían. Su número descendía a cada paso con las deserciones y los suministros se terminaban cada vez que se alejaban más del Cusco. También la escalada de violencia en el área del Titicaca, la rebelión katarista, el primer sitio de La Paz y la brutalidad en los pueblos cercanos aterrorizaban a los realistas, disminuyendo el optimismo inicial derivado de la captura y las ejecuciones.
Los rebeldes emplearon la táctica de la guerrilla, hostigando a los realistas en la noche, o en rápidos ataques de golpe y huida. Los comandantes españoles, entrenados para luchar en las llanuras abiertas de Europa y librar las campañas en las que Napoleón destacaría, se quejaban amargamente de la estrategia rebelde de usar las montañas. También la violencia en ambos lados se intensificó; ni los rebeldes ni los realistas tomaron prisioneros, las masacres y el asesinato de docenas o de cientos de personas desarmadas se tornó más común que los propios enfrentamientos militares. Otro cambio de táctica que también asustó a los realistas fue que los jóvenes líderes rebeldes probaron estar dispuestos a matar de hambre al enemigo, mediante el sitio prolongado de ciudades y pueblos. Hambrientos y presos de pánico, los soldados realistas desertaban masivamente.
El desplazamiento de Cusco a Puno, significó la transformación del relativamente cohesivo movimiento liderado por Túpac Amaru y Micaela Bastidas, en lo más parecido a una coalición supervisada por Diego Cristóbal, Andrés y Mariano, quienes comandaban sus propias fuerzas pero también contaron con grupos independientes que luchaban en el área del lago Titicaca bajo sus propios comandantes que surgieron de violentas batallas a inicios de 1781 como Isidro Mamani y Pedro Vilca Apaza, por ejemplo.
Tras haber entregado a sus invaluables prisioneros en abril, el comandante realista Del Valle se dirigió al sur para perseguir a los nuevos líderes rebeldes que, para su frustración, permanecieron en movimiento al sur. La campaña tuvo un pésimo comienzo pues tras perder miles de hombres en Langui, la mayoría por deserción, Del Valle retornó a Sicuani para recuperarse y reclutar nuevos efectivos para después moverse al lago Titicaca, dejando a las fuerzas de Pumacahua atrás, con la orden de perseguir cualquier brote rebelde en el anterior área central del levantamiento.
En la ruta al Collao, el comandante español se cruzó con algunos indígenas que gritaban desde los cerros a los que capturó. Estos prisioneros le contaron que el pueblo de Santa Rosa era un foco rebelde. El 15 de abril de 1781, Del Valle entró al pueblo y, tras ordenar que todo varón se congregara en la plaza, sus suboficiales ejecutaron a cada quinto hombre, veinte en total. Si bien Del Valle afirmaba que la matanza logró intimidar a potenciales seguidores rebeldes, los críticos afirmaron que sacrificó a personas inocentes y desanimaba a los indígenas de rendirse. El cura de Sicuani escribió al general que tomó las vidas de hombres de setenta años y de un indígena que luchó para los realistas. Mientras tanto, las escaramuzas continuaron conforme Del Valle se movía hacia Puno. El 5 de mayo, tropas dirigidas por Gabriel de Avilés, futuro virrey del Perú, lograron una victoria y su consecuente masacre de prisioneros cerca del pueblo de Nuñoa, sin embargo, esto no cambió el rumbo de los acontecimientos pues el número de rebeldes se incrementó y, conforme la lucha presionaba sobre el sur, el terreno se hacía más duro.
En Condorcuyo, en las afueras de Asillo, fuerzas revolucionarias comandadas por Pedro Vilca Apaza, una de las principales figuras rebeldes en el área norte y oeste del Titicaca y dentro del Alto Perú, enfrentaron al ejército de Del Valle. Según un hiperbólico recuento, los insurgentes, «que parecía estaba ocupado por 100,000 hombres», intimidaron a las tropas realistas con gritos e insultos, ondeando banderas y tocando tambores y trompetas. Un escuadrón de Lima los atacó en la llanura abierta, pero estos contraatacaron y mataron quince soldados. Las tropas de indígenas realistas de Anta y Chinchero, parte de las fuerzas de Pumacahua que se habían reunido con Del Valle, gritaban una promesa de perdón si se rendían pero los rebeldes respondieron que su objetivo era tomar el Cusco para «poner en libertad a su idolatrado Inca». Los realistas atacaron en cuatro grupos al día siguiente, el 7 de mayo, sacando ventaja de sus cañones y fusiles. Según los españoles, en esa batalla «mataron más de seiscientos rebeldes y herido a muchos más». El valor de los insurgentes asombró a Del Valle, el recuento etiquetaba la victoria como un milagro.
Los realistas se adentraron en Azángaro, el pueblo más grande al norte del lago Titicaca y la base rebelde desde hacía unos días antes, y lo encontraron desierto, salvo por el asistente del cura local. Los líderes rebeldes se movieron a otra parte y los indígenas locales escaparon a las montañas, sumándose a las filas rebeldes. Mestizos y demás descendientes de europeos huyeron a Puno o incluso a Cusco y Arequipa.
El 11 de mayo, fuerzas rebeldes emboscaron a las tropas de Del Valle en el paso alto de Puquinacancari. Hombres y mujeres engañaron a los realistas haciéndoles creer que solicitaban perdón mientras otras fuerzas empujaban rocas desde arriba y lanzaban piedras sobre los soldados. Su coraje conmocionó a Del Valle, así como que varios de ellos luchaban hasta la muerte o se lanzaban sobre los acantilados para no ser capturados.
Mientras sucedían esas batallas, Diego Cristóbal se encontraba cerca, moviéndose entre Carabaya y Puno, la ciudad más importante de la región. A diferencia de la primera fase, los rebeldes no tenían una base natural en contraste con la bien protegida casa de Túpac Amaru y Micaela Bastidas, esta movilidad frustró a los españoles. Del Valle lamentaría que, en el recorrido de su larga caminata al interior del Collao,

[...]"no he hallado un hombre en sus caminos, por que todos se han situado en las crestas de los montes mas empinados: sus campos quedan enteramente estériles y desiertos. Los Pueblos quemados: Las Iglesias cerradas, y sin pasto alguno espiritual, por que sus curas, despues de haver consumido las formas consagradas, rezelando que su barbaridad las profane, se han incorporado conmigo, temiendo sufrir los ultrages, y las desgracias que han padecido los demas de su clase."

La comunicaciones entre las columnas se volvieron difíciles, como ejemplo, los indígenas en Santiago de Pupuja cortaron las orejas, la nariz y las manos de uno de los mensajeros realistas que llevaba una carta del comandante Francisco Cuellar. Del Valle y sus tropas pasaron hambre, frío y miseria desde que dejaron Sicuani. Tropas de ambos bandos saqueaban fincas y mercados, por lo que muchos campesinos y propietarios de fincas no habían plantado o habían aprendido a ocultar su valiosa comida, carne y otros suministros. En una carta del 8 de agosto de 1781, Del Valle se quejó de que el miserable salario que ofrecía a sus tropas no era suficiente ni siquiera para la comida. En su relato admitía que se convirtió en un «buen ladrón» para alimentar a sus tropas, quienes sobrevivían a base de carne de cordero hervida o asada, con sal como único condimento. Muchos indígenas que Del Valle y otros comandantes «reclutaron», huyeron y regresaron a sus pueblos. Las tropas de Lima, al estar muy lejos, no tenían esa opción. Compuestas por negros y mulatos, estas tropas sufrieron por el frío despiadado, la insuficiente comida y el cansancio. Las fuerzas profesionales realistas enfrentaban una guerra de guerrillas implacable, librada por muy motivados y móviles combatientes.
Las disminuidas columnas españolas que se aproximaban al lago Titicaca no solo enfrentaban a las fuerzas rebeldes que los rodeaban por todo el Alto Perú, sino también a los del área que acababan de pasar en su campaña de «pacificación» y en los distantes sur y norte. El pánico era detectable en las cartas de Del Valle, quien se sentía rodeado y preocupado de que los levantamientos más distantes impidieran la llegada de refuerzos que necesitaban e, incluso, significaran la victoria rebelde. El 16 de mayo, Del Valle puso su propia columna en persecución de los jóvenes líderes rebeldes buscando expulsarlos o capturarlos, liberar Puno del sitio y cortar los lazos rebeldes con el Alto Perú; no obstante, fracasaría en todos estos frentes.  

#### Sitio de Puno
Las fuerzas virreinales marcharon hacia el sur, hostigados por ataques de guerrilleros. Los seguidores de Diego Cristóbal y Túpac Katari atacaron localidades cercanas al lago Titicaca, y sitiaron Puno, Sorata y La Paz. Aunque el general Del Valle logró levantar el sitio de Puno, se vio obligado a evacuar la ciudad y replegarse al Cusco. Posteriormente, los insurgentes de Andrés Túpac Amaru tomaron Sorata. En La Paz, las tropas del virreinato del Río de la Plata rompieron el segundo sitio, sostenido por 12.000 rebeldes, gracias a la llegada de 10.000 refuerzos liderados por José Sebastián de Segurola.
A mediados de marzo, los rebeldes tomaron la ciudad de Pomata. Días después, el 25 de marzo, más de 7 000 de ellos atacaron Juli donde mataron, según un estimado, a 400 españoles, criollos y mestizos. Posteriormente, el 3 de abril, atacaron Chucuito y capturaron al líder de su milicia, Nicolás Mendiolaza. Según varios reportes mataron a unas 1 000 personas, quemaron vivo a Mediolanza, decapitaron a cientos y destruyeron la mayoría de casa e iglesias. La batalla de Chucuito fue de lejos la más sangrienta de las batallas de la gran rebelión. El corregidor Orellana apresuró su regreso a Puno, esquivando varias emboscadas, sin embargo los ánimos realistas cayeron cuando, en esa ruta, entraron al pueblo de Icho y encontraron que los rebeldes habían decapitado a mujeres indígenas debido al apoyo brindado por sus maridos a los españoles.
Las fuerzas rebeldes rodearon Puno -las fuerzas de Katari al sur y las de Diego Cristóbal al norte- y atacaron el 10 de abril. Para la defensa de la ciudad se construyeron fortalezas, excavaron trincheras y colocaron cañones, posicionándose las unidades de milicia fuera de la ciudad y con artilleros en las torres.
El 7 de mayo, Diego Cristóbal pasó por los acantilados al oeste de Puno y desalojó a las tropas realistas del «cerro de Azogue» y los persiguió hasta la fortaleza de Santa Bárbara. A continuación, los rebeldes rodearon la ciudad y cortaron sus líneas de suministros. Las fuerzas rebeldes prendieron fuego a las casas y usaron los sonidos de sus armas e instrumentos, además de sus gritos, para intimidar a sus enemigos. El ataque duró varios días en los que grupos insurgentes presionaban hacía la plaza principal, mientras otros asaltaban los depósitos de armas en las afueras. Diego Cristóbal se retiró la mañana del 12 de mayo, apartemente opuesto a la idea de un extendido sitio en el que sus fuerzas harían morir de hambre a los residentes de Puno.
Del Valle, quien enfrentaba constantes emboscadas y escaramuzas en su travesía a Puno desde Carabaya, escribió una carta al corregidor Orellana el 19 de mayo informándole que los refuerzos estaban en camino. Estos llegaron a las afueras de Puno el 24 de mayo, pero de los 15.000 soldados que dejaron Cusco cuatro meses atrás, llegaron menos del 10%.
Del Valle se rehusó a entrar en la ciudad, preocupado de que los rebeldes pudiesen atacar nuevamente en mayor cantidad, por lo que envió al coronel Avilés. En una junta convocada el 25 de mayo, Del Valle describió lo precario de sus situación y, pese a algunas opiniones discordantes, se votó por retornar al Cusco, concediendo a sus habitantes tres días para prepararse. El corregidor Orellana destruyó sus cañones, para que los rebeldes no pudieran apoderarse de ellos.
El 27 de mayo, aproximadamente 8 000 hombres, mujeres y niños comenzaron el largo y espeluznante viaje al Cusco, que incluyó alrededor de 1 000 soldados realistas y 1 246 indígenas leales, honderos y lanceros. Un contingente mucho más pequeño se dirigió a Arequipa. Los rebeldes asaltaron a los rezagados y se arriesgaron incluso a acercarse para robar suministros. Presumiblemente Diego Cristóbal pudo haber detenido el éxodo bloqueando los pasajes a lo largo del montañoso viaje, especialmente alrededor de La Raya, o incluso pudo acabar con todos atacando al unísono, pero no lo hizo, quizá les tuvo lástima o también pudo haber comprendido que su difícil viaje y llegada al Cusco reforzaría los rumores acerca del dominio rebelde en el sur.
El agotado grupo llegó al Cusco cuarenta días después, el 2 de julio. Según una carta de Del Valle, los soldados se encontraban en condiciones miserables 

«con los vestuarios destrozados, descalzos de pie, y pierna, y muchos enfermos, dimanado de haverse mantenido mas de tres meses sin otro alimento que el de carne de ojeva asada en las brasas sin condimento alguno».
Carta del general Del Valle.

Sus bajas se estimaron en 1 449 oficiales y soldados, y los heridos «llenaron todos los Hospitales de esta ciudad». Los civiles, por su parte, estaban en peor estado. Las dos autoridades españolas más prominentes en el Cusco, José del Valle y Antonio Areche, discutieron y se echaron mutuamente la culpa de la derrota en esa campaña.

#### Sitio de Sorata
Mientras se producía el éxodo de los habitantes de Puno, Diego Cristóbal consolidó su base en Azángaro y buscó moverse al sureste y vincularse con el levantamiento de Túpac Katari. Andrés Túpac Amaru se hizo cargo del área del Titicaca y, junto con Vilca Apaza, supervisó el sitio de Sorata, capital de Larecaja y parte del actual obispado de La Paz.
En el pueblo de Sorata se congregaron 2 000 refugiados de Lampa, Carabaya y otros pueblos y ciudades cercanos. Aunque organizada en compañías y poseedora de armas, la población comenzó a quedarse sin alimentos en cuestión de semanas. Temiendo ser masacrados, los sitiados de Sorata rehusaron rendirse.
A inicios de agosto, Andrés Túpac Amaru ideó un plan para inundar la ciudad que consistió en desviar tres ríos y construir una represa en los picos de la ciudad. El 5 de agosto la represa se abrió y el agua de la inundación rompió las barricadas del pueblo y neutralizó sus defensas, entrando los rebeldes a Sorata.
Los recuentos de la masacre varían: Aquellos favorables a los españoles describen violaciones y matanza indiscriminada de cualquier descendiente de europeo o que lo aparentara. Otros sostienen que los rebeldes asesinaron a los europeos, pero perdonaron a los criollos y mestizos. Luego de ello, Andrés Túpac Amaru llevó sus fuerzas hacia La Paz, lugar de un sitio incluso más horrendo.

#### Segundo sitio de La Paz
A finales de agosto de 1781, los rebeldes rodearon nuevamente la ciudad de La Paz. Los seguidores de Túpac Amaru y los de Túpac katari parecían estar a punto de una alianza trascendental. Las fuerzas amaristas controlaban el área del lago Titicaca y contaban con fuertes focos de apoyo desde Puno hasta Cusco, así como en los territorios que posteriormente serían el norte de Chile y Argentina.
En La Paz, ciudad donde los realistas habían logrado romper su primer sitio en julio, fue nuevamente atacada. Los rebeldes se movían alrededor de los picos y los acantilados empleando la táctica de golpea y corre. El comandante Ignacio Flores, quien había llegado con refuerzos y roto el primer sitio, vio como sus efectivos desertaban y huyó de La Paz el 4 de agosto, dejando atrás a una compañía de soldados veteranos.
El 7 de agosto los rebeldes atacaron, pero no pudieron romper las líneas realistas, por lo que dio inicio el segundo sitio. A finales de agosto, Andrés Túpac Amaru, Miguel Bastidas y otros comandantes de Túpac Amaru llegaron a La Paz. 
La muy temida alianza entre los nuevos líderes de los movimientos de Túpac Amaru y Túpac Katari era inminente, sin embargo, las tensiones emergieron entre ambos campamentos. Andrés y los otros establecieron su base en El Alto, mientras que las fuerzas de Túpac Katari se concentraron en Pampajasi, sobre el lado opuesto de la ciudad. Andrés y sus colaboradores estaban muy bien educados en español y eran hablantes del quechua del Cusco, a 600 kilómetros, mientras en contraste, Katari era un humilde hablante de aimara que veía La Paz como su base y estaba resentido con los foráneos. Sus reparos crecieron cuando Andrés se involucró sentimentalmente con Gregoria Apaza, la hermana de Katari. Por otro lado, un comandante de Katari, Tomás Inga Lipe, se pasó al bando de Andrés Túpac Amaru, provocando luchas internas. Buscando limitar el poder de Túpac Katari, Andrés Túpac Amaru le ordenó llamarse gobernador en lugar de virrey. Pese a todo, los dos bandos lograron organizar un efectivo segundo sitio de La Paz.
A inicios de octubre, Andrés Túpac Amaru intentó repetir su estrategia en Sorata y represar el río Choquepayu para inundar La Paz. Pero esta vez su proyecto fracasó porque un muro de contención se rompió antes de que el agua pudiera desviarse al cuenco que formaba la ciudad. Sin embargo, los rebeldes tuvieron éxito al bloquear los suministros que entraban a La Paz, por lo que el hambre y las enfermedades se propagaron nuevamente. Los sobrevivientes contaban historias de padres que veían a sus hijos y cónyuges a sus esposas doblarse de dolor y morir de malnutrición «sin el aliento ni aún para quejarse». Las personas comían perros que habían sobrevivido alimentándose de cadáveres; algunos recuentos insinúan canibalismo. Los sonidos de la ciudad sitiada también atormentaban a aquellos dentro de ella, como los gritos de los rebeldes que amenazaban con atacar la ciudad mezclados con los gemidos de niños y adultos que mendigaban por comida.
En octubre, los representantes rebeldes se reunieron con los líderes de la ciudad, demandando su rendición. Temerosos de una masacre como la ocurrida en Sorata, los patriarcas de La Paz se rehusaron. Sin embargo, desesperados por el hambre, los líderes de la ciudad decidieron abandonarla si los refuerzos militares no llegaban en los próximos días.
El 17 de octubre, el comandante José de Reseguín alcanzó La Paz con 10.000 efectivos y comida, rompiendo el sitio una vez más. Andrés Túpac Amaru entregó las operaciones a Miguel Bastidas y huyó a Azángaro, presumiblemente prefiriendo la táctica de guerrillas a un único enfrentamiento con el bien armado contingente realista. Túpac Katari resistió inicialmente, tomando los cerros de arriba de la ciudad, pero días después buscó unir sus fuerzas con Miguel Bastidas. Ambos fracasaron en frustrar la ofensiva de Reseguín, y la gran alianza y control rebelde de La Paz acabó. Posteriormente, los realistas tomaron la ofensiva en el Alto Perú y recuperaron la ciudad de Oruro y atacaron a los rebeldes en Cochabamba y otras ciudades importantes. Los comandantes realistas ofrecieron una amnistía para los seguidores rebeldes que renunciaran a la lucha. Túpac Katari la rechazó, junto con la opción de tornarse a los realistas, pero se enteró con horror de que algunos de sus aliados de más confianza y miles de sus seguidores la aceptaban a inicios de noviembre.

### El pacto de amnistía
El septuagenario general Del Valle, quien había retornado al Cusco en julio de 1781, estaba convencido de que los españoles perderían pronto la guerra, debido a que los indígenas apoyaban masivamente a los rebeldes, quienes sacaban ventaja del terreno aplicando tácticas de guerrilla contra las abatidas tropas realistas, además del éxodo causado por el incremento de la violencia contra cualquiera que no fuese europeo. Por todo lo antes mencionado, y citando como precedente el perdón parcial concedido en diciembre de 1780, el general español escribió al virrey el 8 de agosto de 1781 para sugerir una amnistía para todos los combatientes, excepto los líderes rebeldes. Más tarde, modificaría la propuesta para incluir a los cabecillas que aceptaran el armisticio. El virrey consultó con sus asesores y añadió una excepción de un año de tributo para hacerlo más tentador para los indígenas contribuyentes. Jáuregui firmó la amnistía o indulto el 12 de septiembre. Y el corregidor Francisco Salcedo se lo entregó a Diego Cristóbal en Azángaro.
La amnistía enfureció al visitador Areche, molesto con el virrey por no nombrarlo representante de Del Valle y por no reunirse con él cuando visitó Lima en agosto de 1781. El hecho que el virrey no consultara la propuesta con él también lo frustró bastante. Areche escribió un sorprendente número de cartas y memorandos a Gálvez, así como también a Jáuregui, Del Valle y el obispo Moscoso y Peralta para demostrar su punto. Del Valle llevó sus argumentos más lejos, acusando de los problemas del Perú a las reformas impuestas por Areche y otros reformadores borbones, puntualizando que «las nuevas gabelas y el riguroso e irreverente modo con que se exigen, pues bien notorios son los estragos que han causado en varias partes de América». En los meses finales de 1781, sin embargo, el virrey Jáuregui y el comandante Del Valle estaban mucho más preocupados por la reacción de Diego Cristóbal Túpac Amaru ante las ofertas de amnistía que por el despotrique de Areche. Los rebeldes estaban a la ofensiva y las noticias desde el otro lado del lago Titicaca alarmaban a los realistas de Lima y otros lugares.
El 10 de octubre, Del Valle redactó una respetuosa pero amenazante carta a Diego Cristóbal. Le recordó lo ocurrido con su primo José Gabriel, Micaela Bastidas y a otros, subrayando que Diego Cristóbal y los demás jóvenes líderes estaban en peligro de tener similar destino. Diego Cristóbal respondió desde Azángaro el 18 de octubre. El líder rebelde, quien confirmó haber recibido el ofrecimiento de paz, culpaba del levantamiento a los abusos de las autoridades de las Américas, quienes desobedecían a «Su Majestad», Carlos III, particularmente los «ladrones de los corregidores». También señalaba que, en guerras previas, las autoridades ofrecían la paz pero rompían su palabra, haciendo que la población se volviera cínica y cautelosa. El líder rebelde admitió que aceptó para salvar a su familia y su propia vida. Sin embargo, cuestionaba el rol de Del Valle en la ejecución de José Gabriel Túpac Amaru, sosteniendo que su primo debió ser llevado a Lima o a España. Diego Cristóbal afirmaba que «el temor de la muerte no me hace trepidar en nada», pero lamentaba que el ofrecimiento no hubiera sido hecho antes. Aceptaba la amnistía ofrecida, pero defendía lo que él y su primo habían hecho. Nunca vaciló en su creencia de que ambos defendían la justicia y la autoridad del rey.
El virrey y el inspector Del Valle reclutaron al obispo Moscoso y Peralta para convencer a Diego Cristóbal de que los españoles entendían la situación y de que el armisticio era del interés de todos, les preocupaba que el líder rebelde pudiera incumplir o que sus seguidores simplemente rechazaran su oferta, también sabían que el menor malentendido podía provocar una escaramuza y reiniciar la lucha: tenían que ser diplomáticos. En una carta del 3 de noviembre, el obispo llamó a Diego Cristóbal y Mariano «hijos míos», pero también los reprendió por la rebelión. Diego Cristóbal confiaba en el obispo, y sus cartas a él son personales y sentidas. Negó que fuera el organizador de la rebelión, sosteniendo que simplemente trataba de detener el derramamiento de sangre.
En las cartas escritas entre 1781 y 1782, Diego Cristóbal empleaba un tono respetuoso, pero dejaba claro que él aún estaba a cargo del área de Puno y esperaba participar en la implementación de la amnistía. En noviembre señalaba que los soldados realistas se congregaban en Arequipa y que los corregidores, particularmente Francisco de Orellana de Puno, deseaba decapitar a todos los indígenas mayores de siete años. El líder notaba que algunos españoles ya vivían en paz con los indígenas, pero rogaba al obispo prevenir que los españoles rompieran la promesa hecha a todos los indígenas, como a los líderes rebeldes. El 3 de enero de 1782, Diego Cristóbal admitió que los meses de tensión de la amnistía, y todos los consejos y rumores contradictorios que recibió habían hecho que cayera en la «desesperación», agradecía al obispo por su apoyo y prometía reunirse con los españoles el 20 de enero. Además, pidió la liberación de su hermana, Cecilia Túpac Amaru, de la prisión del Cusco, sosteniendo que debería estar cubierta por la amnistía.
La sangrienta ejecución de Túpac Katari el 15 de noviembre preocupó a Diego Cristóbal así como los informes de la brutal represión realista. Las noticias de Charcas fortalecieron el argumento de aquellos de sus seguidores que no confiaban en los españoles y deseaban rechazar la amnistía. También inquietaba al líder rebelde la gran fuerza realista que con base en Arequipa se encontraba dirigida por Ramón Arias y que, por el tiempo en que alcanzó Lampa, esta sumaba 6000 soldados. Esta fuerza realista hacía a Diego Cristóbal reacio al encuentro, dado que tenía razones para creer que aplastaran a sus fuerzas rápidamente si fuera una trampa. El obispo Moscoso y Peralta respondió a las preocupaciones de Diego Cristóbal sobre las tropas realistas insistiendo que se debían a brotes de violencia rebelde y desobediencia indígena tanto en el área del lago Titicaca como en la base original de Túpac Amaru en las alturas de Tinta, dando a entender que los realistas se desarmarían cuando los rebeldes lo hicieran. Sin embargo, Moscoso y Peralta le aseguraba que haría todo lo posible para proteger la vida de los indígenas y la dinastía de Túpac Amaru. Ambos lados acordaron un encuentro inicial entre Diego Cristóbal y Ramón Arias el 9 de diciembre, pero el líder rebelde no apareció y solicitaría algunos días más. Mediante un fraile franciscano enviado por Diego Cristóbal se organizó el encuentro para el día 12.
La nerviosas fuerzas españolas se alarmaron cuando los rebeldes rodearon los cerros sobre el lugar del encuentro. Ambos bandos enviaron representantes religiosos para determinar el lugar de encuentro exacto. Arias finalmente se reunió con Diego Cristóbal, que iba «vestido negro de terciopelo, chupa de tisu de oro, espadín de oro, ebillas de lo mismo y bastón con puño de oro», y le solicitó que entregara las armas de sus seguidores. El líder rebelde insistió en que solo lo haría con el comandante Del Valle y el obispo Moscoso y Peralta presentes. También prometió cumplir los términos de la amnistía pero demandó que no se permitieran regresar a los mismos corregidores, que las fuerzas de Arias dejaran la zona para proteger el poco ganado que quedaba, y que entregaran a los prisioneros indígenas. El encuentro finalizó con apretones de manos, banderas ondeando y ambos ejércitos gritando «viva el Rey» y disparando sus rústicos cañones.
Se produjo un nuevo encuentro al día siguiente, el 13 de diciembre, para intercambiar prisioneros. Arias invitó a Diego Cristóbal a compartir una comida al día siguiente, pero el líder rebelde se negó. Andrés Túpac Amaru permaneció suspicaz, creyendo que «era trayción, como la que había practicado el Comandante de La Paz [con Tupac Katari]». Dejando unos oficiales desarmados con los rebeldes por seguridad, los realistas se reunieron nuevamente con los líderes rebeldes. Diego Cristóbal insistió en que solo firmaría un tratado con oficiales criollos, no con españoles, Arias contraargumentó que muchos de los españoles eran hombres buenos pero aceptó su requerimiento. Se firmó un papel en el cual cada lado prometía no dañar a indígenas o españoles y permitir que cualquiera pudiera circular. Además, el líder rebelde demostró gran preocupación por el estado del ganado de la región, comprendiendo que la población local moriría de hambre sin vacas, ovejas y llamas. Arias aceptó la demanda de Diego Cristóbal de que el corregidor de Lampa, Vicente Oré, perteneciente a los opositores del cese al fuego, fuese excluido del cargo. 
Ambos bandos planearon una reunión en Sicuani, volviendo al área base de José Gabriel Túpac Amaru, para el 20 de enero de 1782 día de San Sebastián, un santo soldado venerado en España y en los Andes. El obispo Moscoso y Peralta y el comandante Del Valle, acompañados por más de 1500 soldados, alcanzaron Sicuani el 17 de enero. En la ruta, liberaron a la hermana de Diego Cristóbal, Cecilia Túpac Amaru, de la prisión de San Jerónimo. Le trajeron ropa cara, pero rehusó a vestirse con ella, sosteniendo que estaba de luto, ocho meses después de las masivas ejecuciones del Cusco, un signo de que la violencia de los 12 meses previos no sería rápidamente olvidada o perdonada y que la paz no sería fácilmente alcanzada.
Los realistas tuvieron que esperar nerviosamente hasta el 26 de enero para que el líder rebelde y su entorno llegaran. Diego Cristóbal explicó que se había visto forzado a retrasar su partida a Azángaro, ya que sus seguidores le habían rogado no partir, preocupados de que cayera en una emboscada y los dejara indefensos. En la ruta de Azángaro, por encima de La Raya, a Sicuani, los indígenas expresaban su oposición al acuerdo «por desconfiar de los españoles».
Diego Cristóbal se encontró con un abrazo con el obispo Moscoso y Peralta en su campamento en las afueras de Sicuani, el 26 de enero de 1782, y el obispo lo acompañó al encuentro con Del Valle. Diego Cristóbal entregó al comandante una nota en que prometía su rendición, mientras el comandante español y el obispo, los favorables términos del armisticio para los rebeldes. Sellaron el pacto con comidas festivas y numerosas misas. El obispo Moscoso y Peralta levantó la excomunión que pesaba sobre Diego Cristóbal y otros líderes, y también confirmó el matrimonio de Diego Cristóbal y Manuela Tito Condori, el 29 de enero de 1782.
En los siguientes días y semanas, decenas de indígenas alcanzaron Sicuani para confirmar su aceptación de la amnistía, 30.000 de acuerdo con Moscoso y Peralta. El 20 de febrero de 1782, el virrey Jauregui pidió misas celebratorias, linternas y repique de campanas en Lima para celebrar la paz. Andrés Mendigure llegó a Sicuani varias semanas después para confirmar su aceptación de la amnistía.

## Consecuencias
Al igual que otras revoluciones, la población se vio arrastrada a su centro, ya como insurgentes o soldados realistas, víctimas de la represión o refugiados. Las poblaciones del sur andino debieron escoger un bando o huir, y decenas de miles, incluyendo a aquellos que no simpatizaban ni con los rebeldes ni con los realistas, perdieron la vida.Tupac Amaru limitó los ataques de sus seguidores a los españoles explotadores, los corregidores y quienes los defendían. Los realistas a su vez, persiguieron a quienes consideraban potenciales rebeldes y combatientes indígenas. No obstante, las consideraciones quedaron de lado durante el desarrollo del conflicto y en las etapas tardías de la guerra los rebeldes atacaron a cualquiera que fuese parte del mundo español -incluyendo a quienes sólo hablaban español o vestían ropas occidentales- y que los realistas apuntaron hacia toda la población indígena.El conflicto culminó con una catástrofe demográfica, más de 100 000 muertos en una población de 1 200 000 personas. 
Posteriormente, el pacto de amnistía con Diego Cristóbal facilitó a las autoridades virreinales llevar a cabo una brutal represión sobre las ciudades y pueblos que aún apoyaban la rebelión, principalmente en el sur contra las mermadas fuerzas de Tupac Katari y Vilca Apaza. El saldo solo de la represión de los kataristas en el Alto Perú entre fines de 1782 e inicios de 1783 dejó miles de muertos.También se reprimirían conspiraciones y levantamientos en Quito (organizadas por el escribiente Miguel Tovar), Jujuy (donde José Quiroga movilizo quechuas contra la ciudad), Tacna, Arica, Huarochirí (donde Felipe Velasco Túpac Inca Yupanqui y Ciriaco Flores alzaron 6 poblaciones en 1783), Chile (donde el curaca Chicaguala fue al valle de Santiago de Chile como embajador de Túpac Amaru II) y otras regiones que querían apoyaban la gran rebelión. Por otro lado, influenció en la radicalización de algunos líderes de la simultánea Rebelión de los comuneros de Nueva Granada, como el cacique Galán o Javier Mendoza, quienes proclamaron la independencia de manos españolas y reconocieron a Tupac Amaru II como su rey, llegando hasta Venezuela o Buenos Aires algunas voces para ser súbditos del Rey del Cusco.
Por otro lado, tras del éxito inicial de convencer a los líderes rebeldes que aceptaron el cese al fuego, los españoles sabotearon dicho acuerdo capturándolos y luego expandiendo su venganza incluso sobre criollos y mestizos en juicios supervisados por Mata Linares desde 1781 hasta 1787, en los que también incluyeron a sacerdotes que ellos suponían eran simpatizantes rebeldes. En los juicios posteriores se incluyó a los hermanos Ugarte, una prestigiosa familia de criollos del Cuzco e incluso al obispo Moscoso, todos los que serían finalmente deportados a España.
Las autoridades realistas que quedaron a cargo del Cuzco iniciaron una intensa campaña contra la cultura andina y la memoria colectiva de los incas. En la búsqueda del origen del levantamiento, Areche, Mata Linares e incluso el obispo Moscoso y Peralta culparon a los indígenas por no ser suficientemente europeos, pero al final responsabilizaron a las autoridades, criollos y sacerdotes, por su obstinación en permitir que la población indígena mantuviera su autonomía. Ellos estaban de acuerdo en que los indígenas estaban muy apegados a los incas y muy alejados de los españoles.
La campaña de asimilación posterior a la rebelión o genocidio cultural falló. Las reformas de Areche no lograron erradicar el quechua o la cultura andina, como tampoco pudieron asimilar a las masas indígenas al mundo occidental. No obstante, sí pusieron fin al sistema de las dos repúblicas impuesto por el virrey Toledo en el año 1570 que le brindaba a los «indios» autonomía cultural, política y económica a cambio de ser considerados «vasallos inferiores y distintos de los españoles»; asimismo, los obligaba a trabajar, aunque temporal y remuneradamente, para la Corona y a pagar un tributo. Las reformas borbónicas, a mediados del siglo XVIII, habían alterado ese pacto, reemplazando a las autoridades nativas por europeos e incrementando los impuestos y las demandas laborales. Estos cambios habían motivado disturbios y pequeños levantamientos que precedieron al de Tupac Amaru II. No obstante, el desintegrar el antiguo sistema de las dos repúblicas, la represión posterior a la «Gran Rebelión» y las eventuales ideas antiindígenas de las autoridades virreinales sólo promovieron aun más el clima de tensión que se viviría en América, dentro de un contexto más amplio de transformaciones sociales y políticas que precedieron a los procesos de independencia del continente.
Por otra parte, las autoridades de Lima (José de Gálvez y Melchor de Paz), analizando las causas del levantamiento revolucionario, destinaron reformas administrativas con el fin de estrechar el vínculo entre el gobierno colonial y su sociedad. Primero, se instauraron Intendencias para reemplazar a los Corregimientos (al que se consideraba el causante de todos los males por su corrupción y también un obstáculo financiero).También fue abolido el reparto en 1784, además del sistema de reenganche de los mitayos y se instauró la Real Audiencia del Cuzco en mayo de 1787 (anteriormente dependía de la Real Audiencia de Buenos Aires, creada el 7 de julio de 1782), entre otras medidas que exigió Tupac Amaru II contra el mal gobierno de los españoles y para mejorar las condiciones de vida de los peruanos. 
Por otra parte, tras la Gran Rebelión de los Andes de 1780-1783, un grupo importante de políticos y militares españoles intentaron conseguir la abolición de la nobleza indígena colaboracionista y de sus instituciones (como lo era el Alférez Real de los Incas), entre ellos José Antonio de Areche, Benito de la Mata Linares, Vicente Ore, Juan Bautista, Jiménez Villalba, entre otros. Si bien la razón principal fue que habían genuinas dudas sobre la validez del linaje de los nobles incas del Cusco ante muchos pretendientes, los españoles expusieron las siguientes razones, todas ellas en base al espíritu del Reformismo borbónico:
- Siendo «indios» y españoles los súbditos ante un solo monarca, el que existan dos estandartes no poseía razón de ser.
- Que los «indios» principales de la Nobleza incaica en medio de las elecciones del alférez real y al paseo del estandarte, durante las fiestas del patrón Santiago, cometían excesos y presentarían faltas de respeto al juez de naturales bajo excusas de vivir sus tradiciones antiguas.
- Al tolerarse dichas elecciones, se promovía un espíritu de partido que poseía intensas raíces entre los indígenas y estaría en oposición a los europeos.

Desde 1783 el magistrado Benito de la Mata Linares atacó al consejo de los 24 electores incas del Cuzco, esperando abolirla de manera indirecta a través de una táctica dilatoria, es decir, argumentando fraudes y una serie de irregularidades en su haber. De esta forma consiguió, en 1784, a través de altos funcionarios españoles, como el corregidor del Cusco Matías Baúles, que no se consintieran más las elecciones internas en esta institución, logrando neutralizar su funcionamiento. El virrey Teodoro de Croix aceptó tal propuesta y le envió un intendente, el 16 de junio de 1785, para que no permitan nuevas elecciones. Cumpliendo con esta disposición no se realizaron elecciones desde 1785 a 1788.

“Había en esta ciudad una cuadrilla de indios que se decían nobles electores, como si estuviéramos en el Sacro Imperio, imbuidos de su descendencia de los antiguos Emperadores Ingas atribuiendose cada uno arbitrariamente la que le acomodaba”.
Mata Linares, 1784

Posterior a la ejecución de José Gabriel Tupac Amaru, no hubo elecciones entre 1780-1781 hasta la elección de don Miguel Tisoc Saire Topa en 1782 y se empezó a limitar las peticiones sobre los derechos de los nobles descendientes de los incas, a su vez que se pretendió prohibir el uso de la mascapaicha junto al traje inca del alférez real. El magistrado Mata Linares, a través del corregidor José Miguel Mendoza, juez de naturales, durante la elección del alférez de 1793, solicitó a los Incas Electores el requerimiento de que muestren sus títulos y documentos acreditados por el gobierno virreinal para permitirles seguir realizando sus operaciones institucionales (apelando al hecho de que en tiempos del corregidor don Fernando Inclán también se solicitaban). Es entonces cuando los Incas del Cuzco denuncian que el español Vicente García Rodríguez (representante legal de los Betancour, familia que pretendía el Marquesado de Oropesa y con ese fin intentó usurpar legalmente el árbol familiar de José Gabriel Tupac Amaru razón por la cual tuvieron un conflicto legal) había extraído de las dependencias del Consejo de los 24 Electores los archivos correspondientes a los años 1595 – 1739 - 1676 y 1685 -1780, extraviando también varios documentos importantes que, según el historiador Donato Amado, no beneficiaban al falso linaje construido por Diego Felipe Betancour y sus aliados. Tampoco se encontraban el libro de elección del alférez real ni las provisiones reales de los 24.

“Y respondieron algunos de los indios concurrentes que Don Vicente José García les estrajo sus papeles fingiendo ser apoderado de ellos y figurando ser su mujer descendiente de Tupa Amaro y prometiendoles ser su defensor, y que sin duda llevaría los títulos y constando por diligencia lo expuesto se les notificó en el mismo acto que para el año subsecuente precisamente avian de presentar los títulos con apercibimiento de que en su defecto no votarían sino únicamente los que efectivamente los manifestasen para comprobar ser legítimamente electores y tener derecho a sufragar sus votos”.
Matias Baulen, 1785

No pudiendo probar documento alguno, se dio la elección de todos modos, pero quedando la advertencia para el próximo año de presentar los títulos o no podrían votar sin ellos. Para el año siguiente, solo don Miguel Tisoc Saire Topa, don Agustín Unyas y Francisco Pomayalli Guaypartopa pudieron presentar pruebas de sus derecho, por tanto, solo esos 3 pudieron realizar la elección. Hacia 1785, ya no fueron convocados y se vieron obligados a pagar tributos como cualquier indio del común (pero bajo la modalidad de obligación y fianza ante la Caja Real del Cuzco, con una tasa de 12 pesos), lo que impulsaría a hacer gestiones hacia el superior gobierno para ya demostrar su nobleza a través de recursos de presión.

"[...] son infinitas las solicitudes de los yndios para eximirse de pagar tributo y particularmente por el título de Nobleza [...] apoyándose en la anticuada costumbre de no pagar que efectivamente es cierta, pero como el numero de estos se dicen nobles es bastante crecido [...] después que he visto el auto acordado (de los Quispe Ynga) conozco que muchos de ellos tienen razón pero no se quales con los que legítimamente deben gozar el privilegio, como ni tampoco si han de ser todas sus familias y descendientes como ellos pretenden, siendo de este modo mui cresido el numero de los esentos [...]"
Mata Linares, 1785

En el mismo año, hábilmente el español Vicente García Rodríguez, tras hacerse cargo de la defensa de la elite inca, preparó un memorial para presentarlo ante sus superiores en la Real Audiencia de Lima, con el objetivo de pedir al mismo virrey Teodoro de Croix el restablecimiento del Alferazgo Real de los Incas, pero usando la documentación que él había elaborado y que comprendía los años 1595 – 1780, donde mediante fraudes legitimaba la ascendencia incaica y servicios de los Betancur Túpac Amaru, así como de sus afines (amigos y aliados). Asimismo, se presentaba información que fundamentaba el derecho de los veinticuatro, junto a la elección de alférez, como parte constituyente a sus privilegios de nobleza en esencia. Sin embargo, Mata Linares siguió argumentando que:

"[...] estos indios al pretexto del título de electores, no solo se obstentan nobles sino descendientes de los Yngas sus reyes sin mas pruebas ni justificación que su capricho y voluntariedad en los mas quando no sea en todos. Yo vien se que en todas las naciones del mundo ai nobleza y por ella se distinguen a proporción los sujetos, pero también sé que no es lo mismo ser noble que ser descendiente /f. 19v/ de Sangre Real cuia circunstancia induce derecho de soberanía una preocupación de esa clase demasiadamente extendida a favor del traydor José Gabriel Condorcanqui, vulgo Tupa Amaro le concilio un partido tan terrible como sabemos y nos ocasionó las mayores angustias y cuidados por lo que sirviéndonos de escarmiento un tan reciente exemplar no debemos mirar con indiferencia ni descuido a qualquier que se atribuya el mismo origen aun quando sea con justicia y mucho menos a estos indios que por capricho se consideran descendientes de sus pasados emperadores. Finalmente [...] estima justos los fundamentos indicados para impedir las elec, ciones del Alférez Real Indio en esta ciudad y gustase hacerlo sin que les ocasione sentimiento a los electores la prudencia y perspicacia de Vuestra Excelencia le dictará medio suaves para conseguirlo; pero yo soy de dictamen (salvo el mas acertado de V.E.) que por ahora se le entretenga con la esperanza de la resolución del asunto para después y que entre tanto se abstengan de las elecciones y juntas que solían practicar con ese motivo [...]"

Pese a la prohibición hecha por el Virrey de la Croix entre 1785-88, el día 2 de septiembre de 1789, con un acto de protesta general, se volvieron a juntar todos los nobles incas de las 8 parroquias y, pese a que únicamente 1 miembro poseía su título con reconocimiento de las autoridades superiores, se decidió proceder con la elección anual del alférez real de los incas. El Superior Gobierno estableció que los incas nobles del Cuzco habían perdido los privilegios como grupo, pero quien pudiera probar sus derechos individuales, mantener su privilegio. En ese momento ya no se pusieron nuevas limitaciones y se les dio la facultad sin el requisito previo, probablemente por miedo a una segunda rebelión que dirigiera alguno de los 24 electores, solo obligando a reemplazar electores faltantes con nuevos, restituyéndose así el cabildo de los 24 incas electores.  En 1791, por medio de don Ignacio Mariano Maldonado, abogado de la Real Audiencia, además procurador de naturales y de intérpretes, todos los nobles incas se mostraron en el reconstituido cabildo, con 24 electores de las 8 parroquias para conceder el alferazgo a don Diego Cusiguaman, para velar por sus privilegios y firmando un testigo para evitar futuras dudas de los españoles. Pese a los inconvenientes previos, la elección continuaría hasta 1824.
La rebelión de Túpac Amaru II tuvo repercusiones más allá del virreinato del Perú. En Nueva Granada, tanto criollos como indígenas se alzaron contra el alza de impuestos y demandaron mayor autonomía, inspirados por los sucesos del Cusco. En México, las autoridades de Izúcar de Matamoros en Puebla temían un levantamiento similar al de Túpac Amaru, lo que reflejaba la influencia de la rebelión sobre otros territorios españoles.